# Клайдсдейльський кінь
Клайдсдейл або клайдсдейльський кінь —  шотландська порода ваговозів візуально подібних з шайрськими тягловими кіньми, але з більшим екстер'єрним різноманіттям. Назва походить від походження назви оркугу, Клайдсдейл або долина річки Клайд, більша частина якої знаходиться в межах графства Ланаркшир.

## Характеристики породи

### Проміри
Конформація клайдсдейла сильно змінювалася протягом його історії. У 1920-х і 1930-х роках це був компактний кінь, менший за шайра, першерона і бельгійського ваговоза. Починаючи з 1940-х років, почали відбирати племінних коней для отримання вищих представників, які виглядали ефектніше на парадах та шоу. Сьогодні клайдсдейльський кінь має середню висоту від 162 до 183 см і важить від 820 до 910 кг (1800 до 2000 фунтів). Деякі зрілі жеребці значно більші, вищі за 183 см і важать до 1000 кг (2200 фунтів). 
Це добре обмускулена та сильна, з дугоподібною шиєю, високою холкою та похилим плечима порода коней. Коні мають прямий або злегка опуклий профіль, широкий лоб і широку морду. Асоціації породи приділяють пильну увагу стану копит і ніг, а також загальним рухам. Хода ваговозів активна, з чітко піднятими ногами та загальним враженням потужності та працьовитості. Клайдсдейли енергійні, їх поведінка описана Товариством цієї породи як «веселість транспорту та світогляду».

### Масть
Масть у клайдів переважно гніда, ворона, руда та трапляється сіра. Майже завжди помітні виразні білі відмітини на голові та ногах, що нерідко переходять у рябу масть у своєму широкому прояві. Не зважаючи на повсякчасну присутність білих плям, що часто переходять на живіт та тулуб коня, клайдсдейли як і шайри не мають справжньої чалості, а домішка білого волосся є лише наслідком збільщення площі білих відмітин. Це мохноногі коні, тобто у них на ногах звисають фризи, іноді помітна борідка.

Зовнішній вигляд клайдсдейльського коня
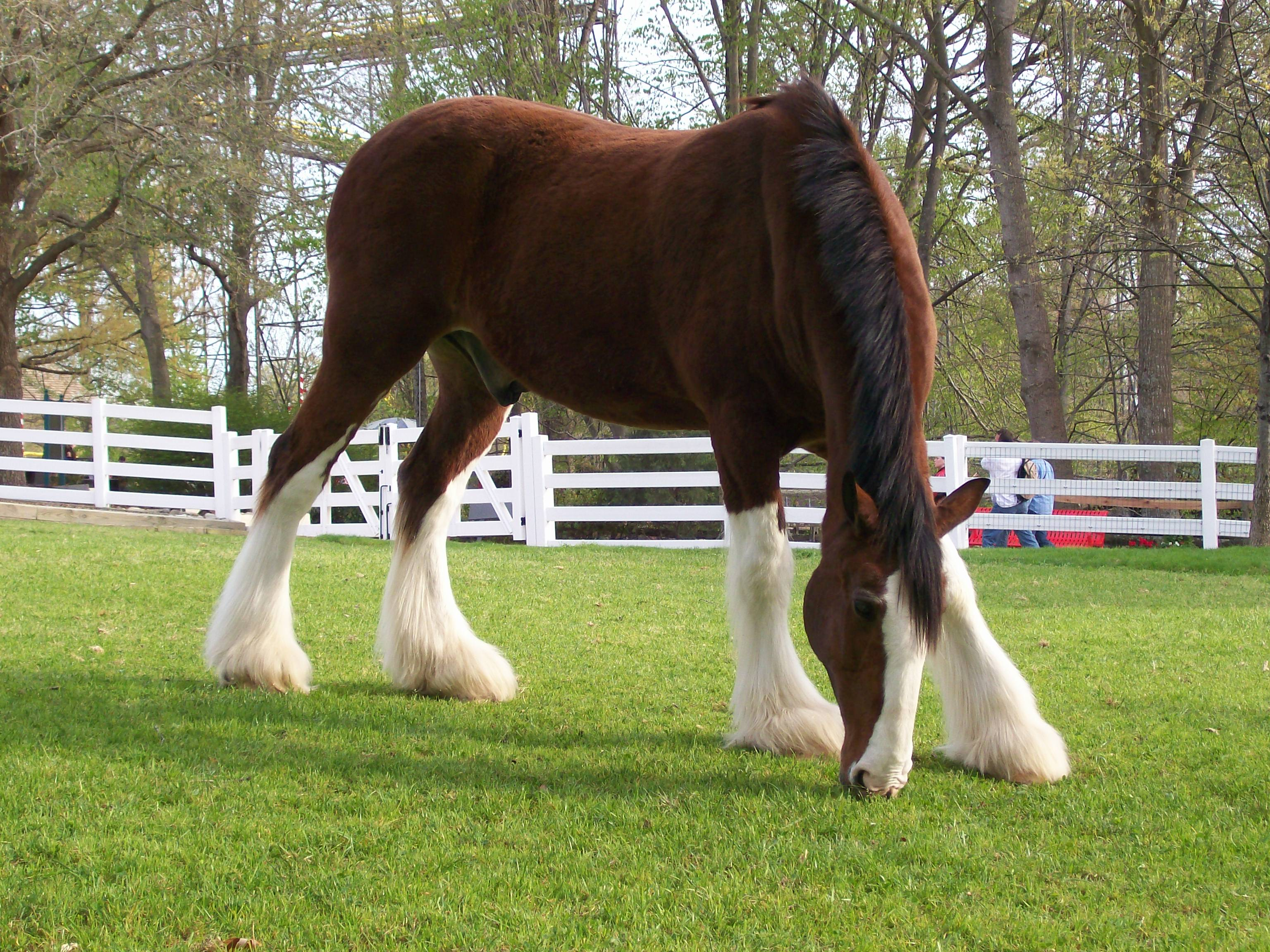
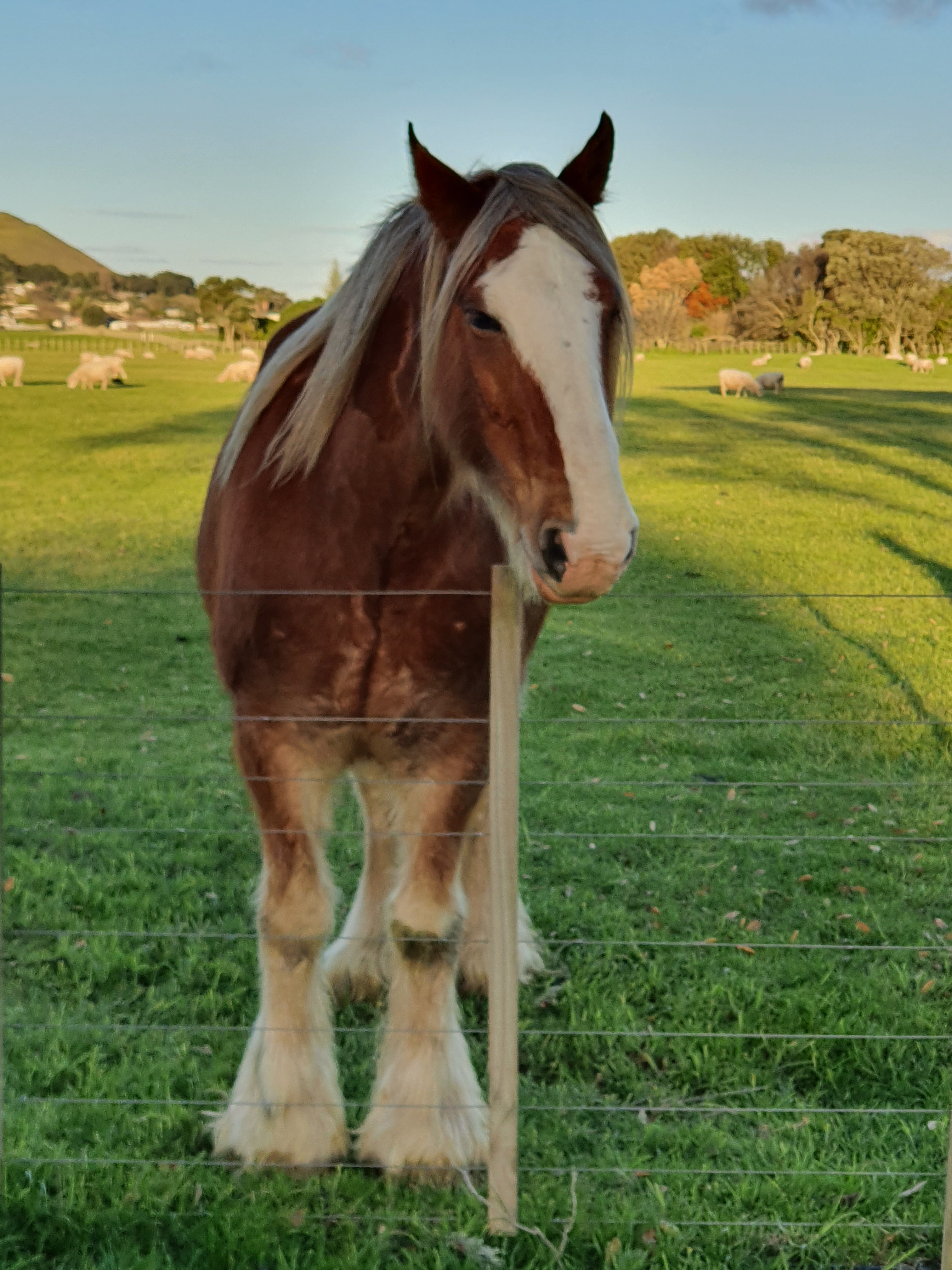
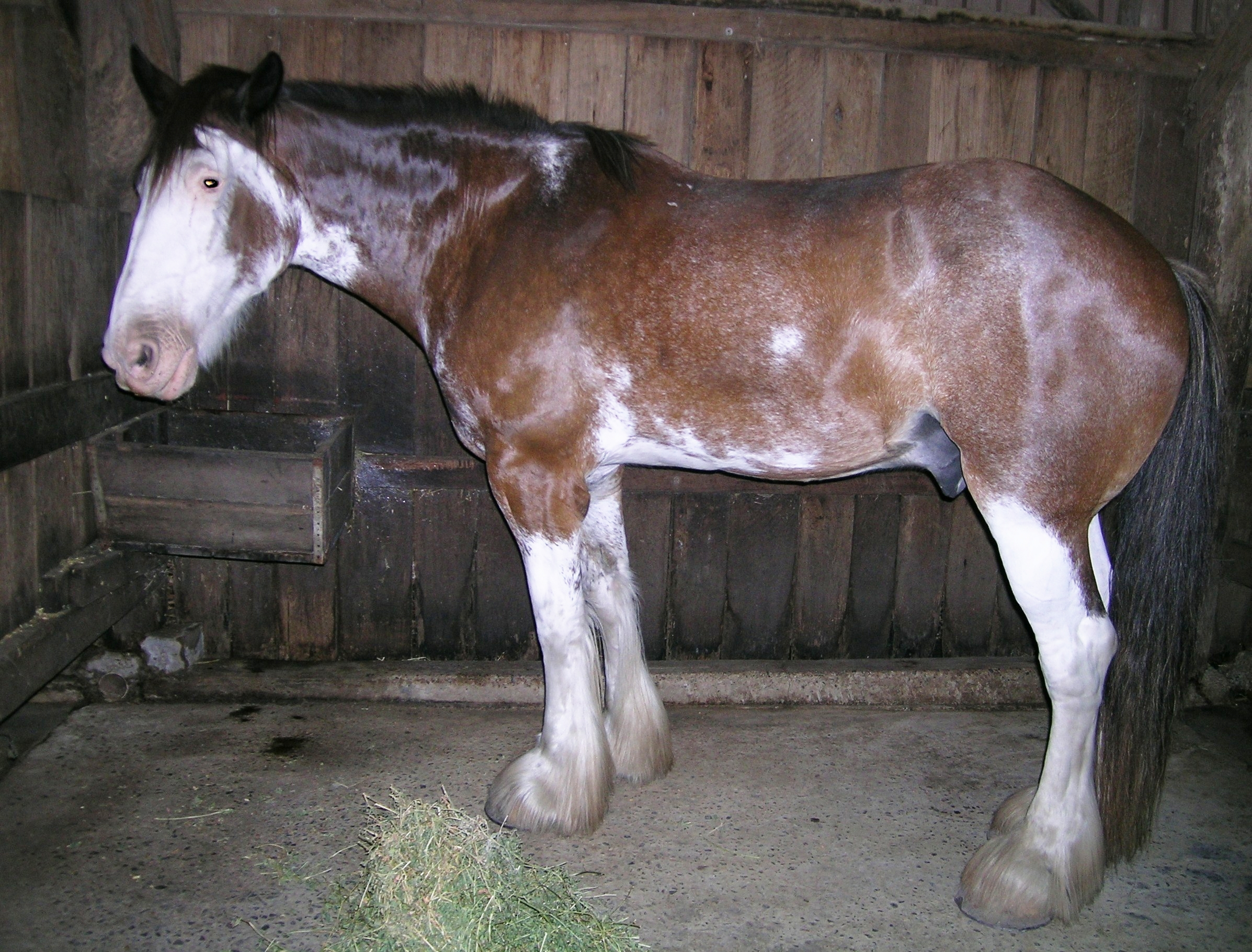
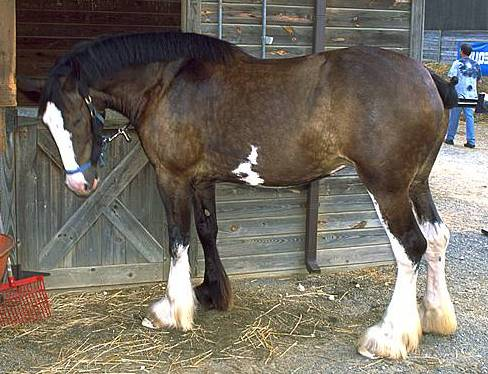
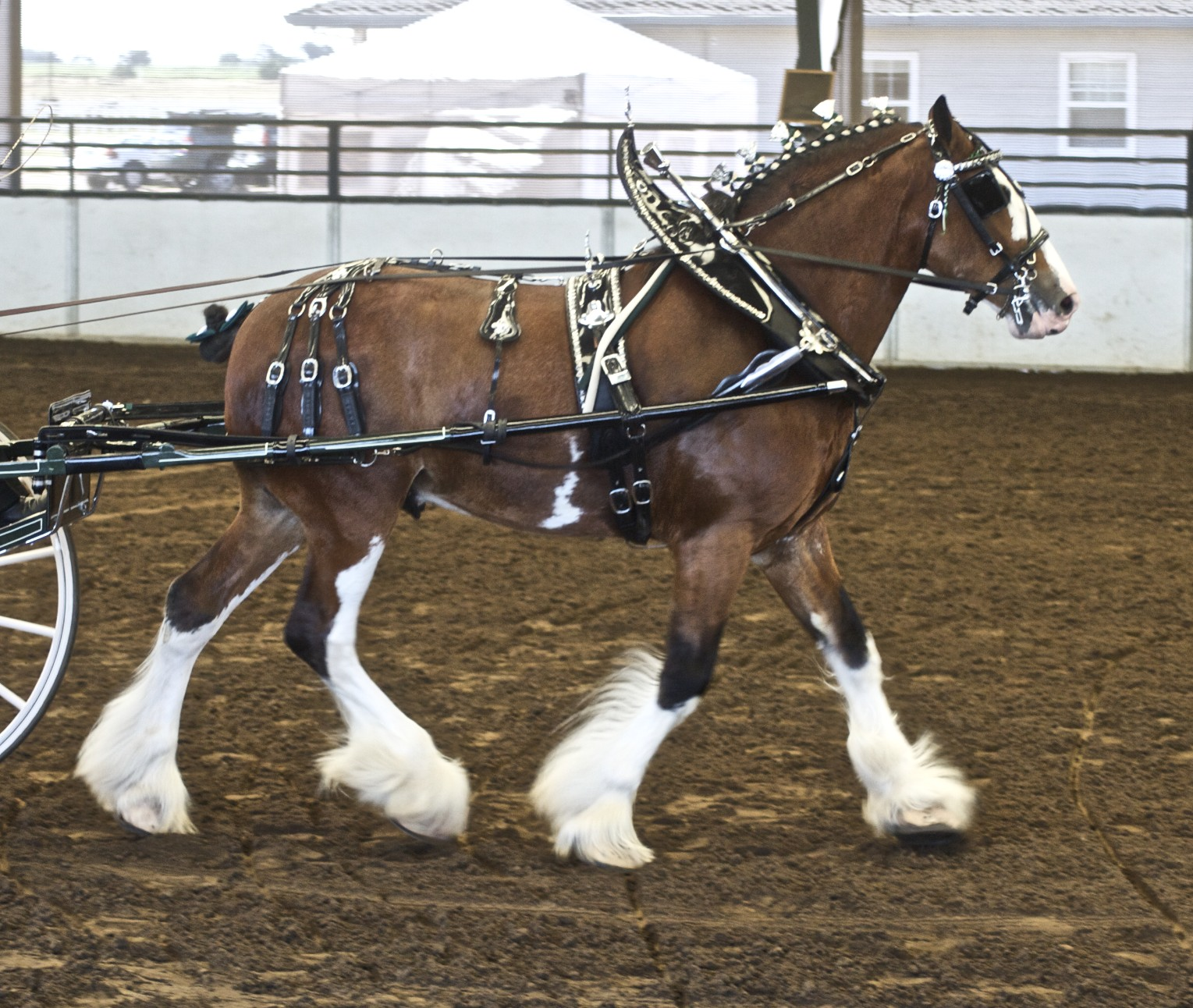
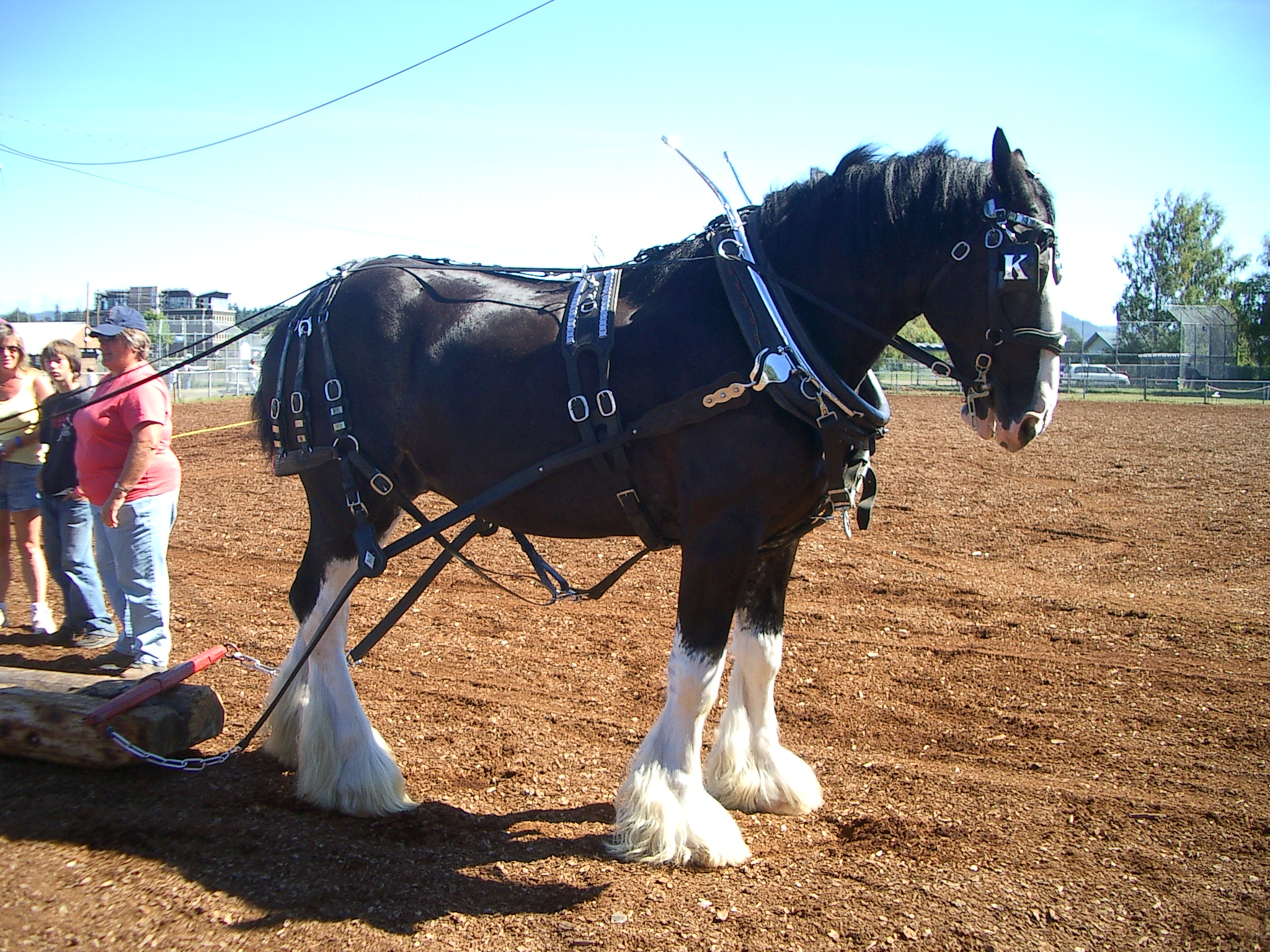
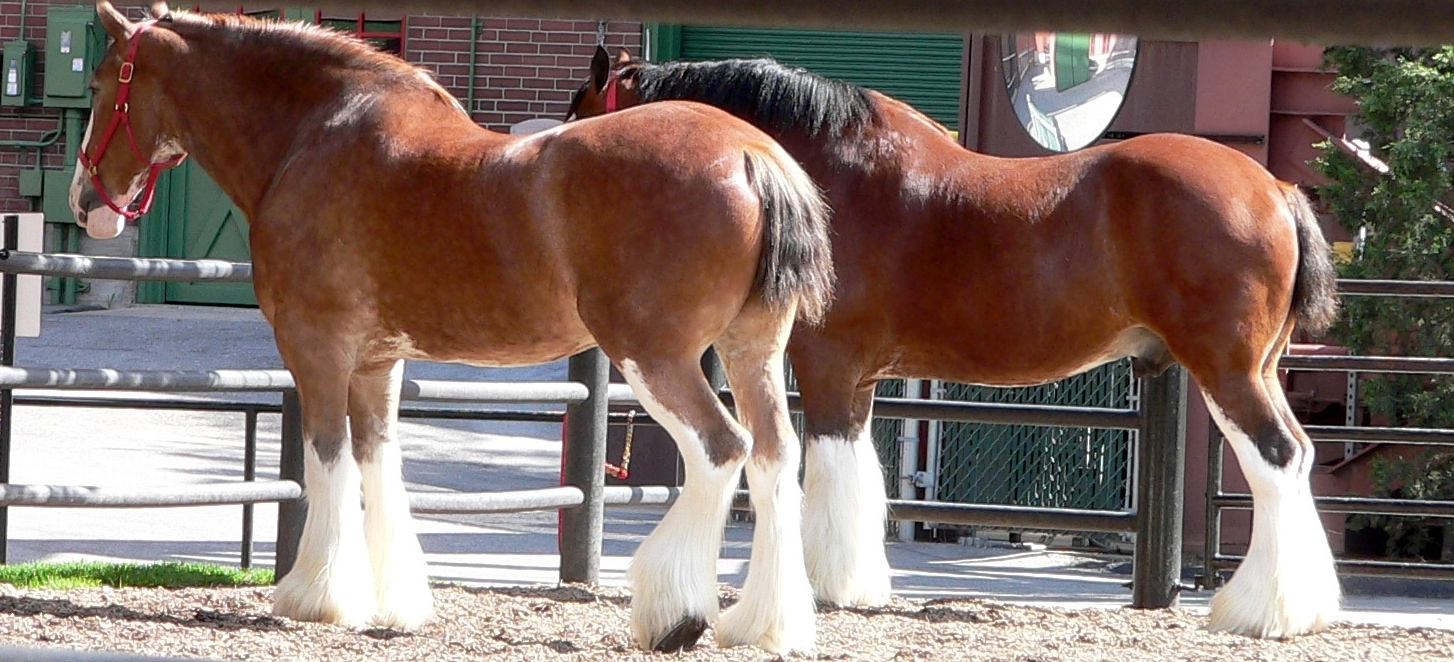
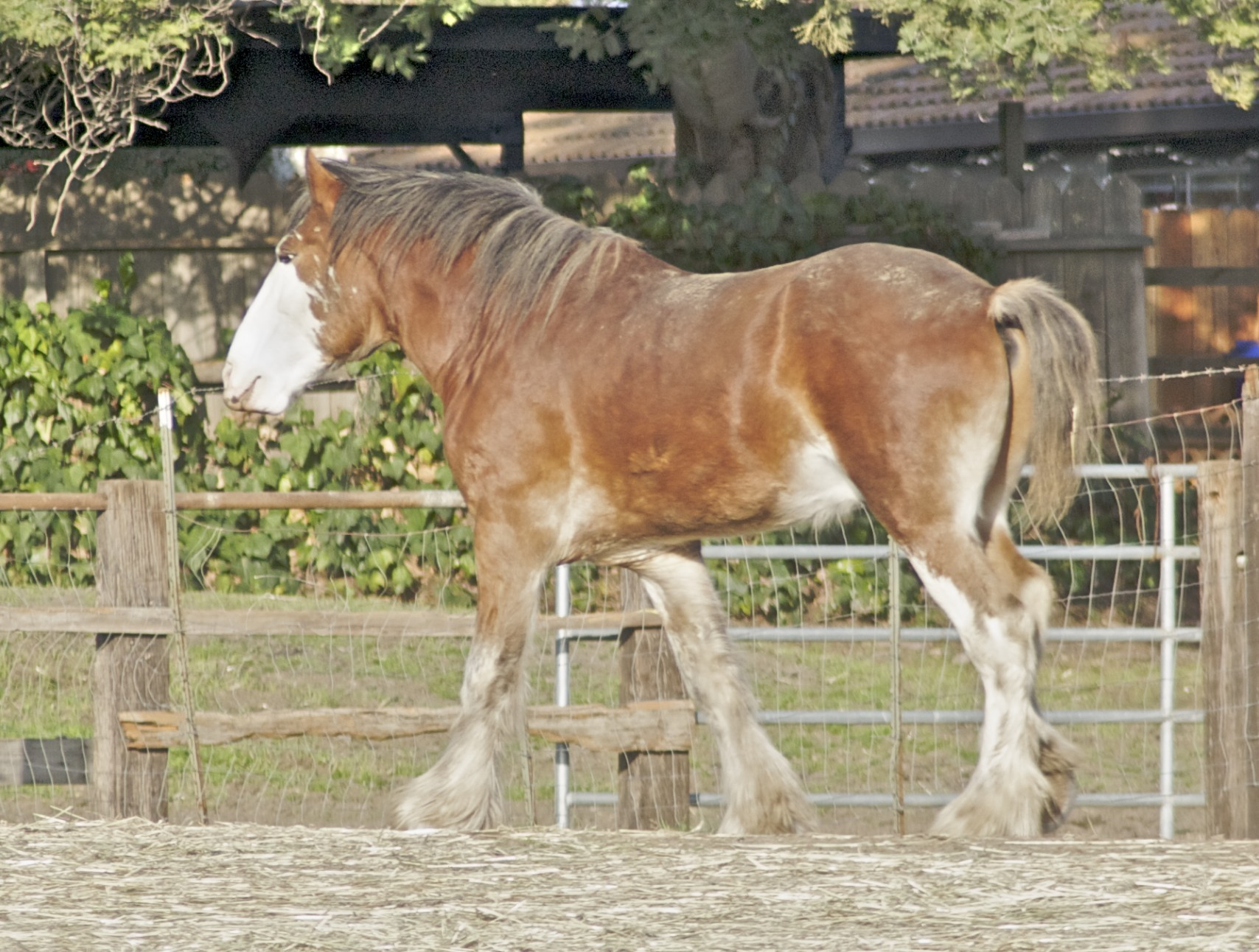
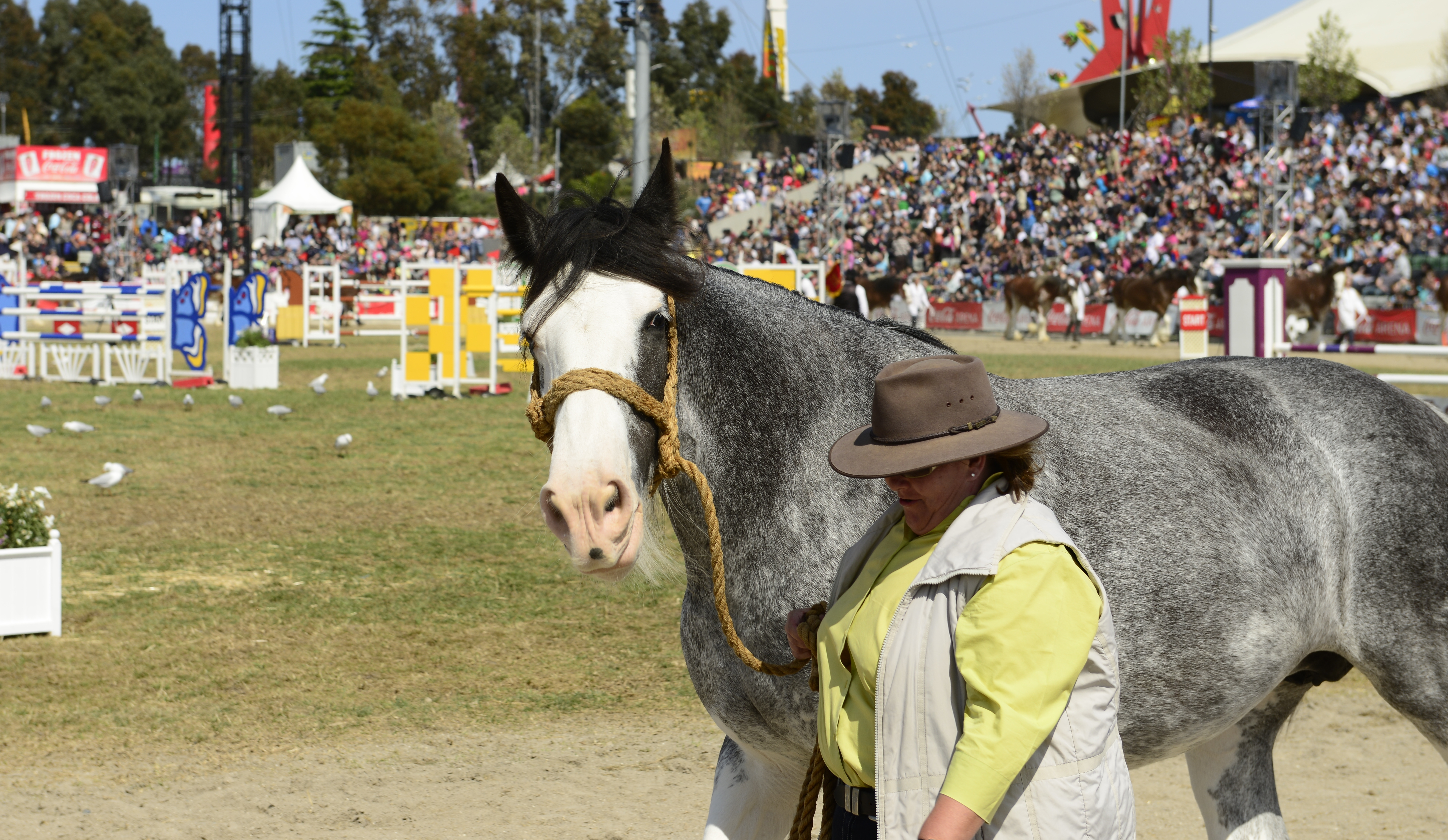
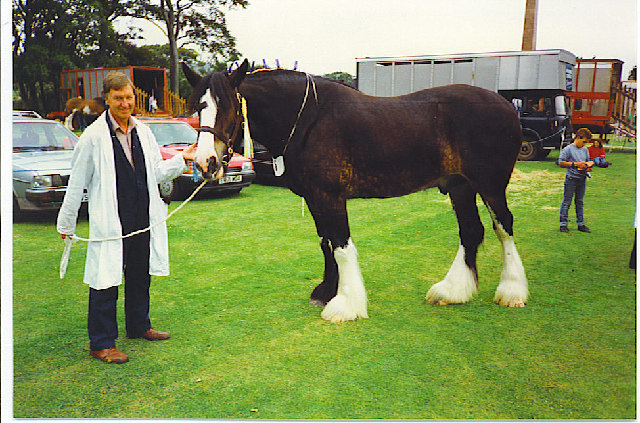
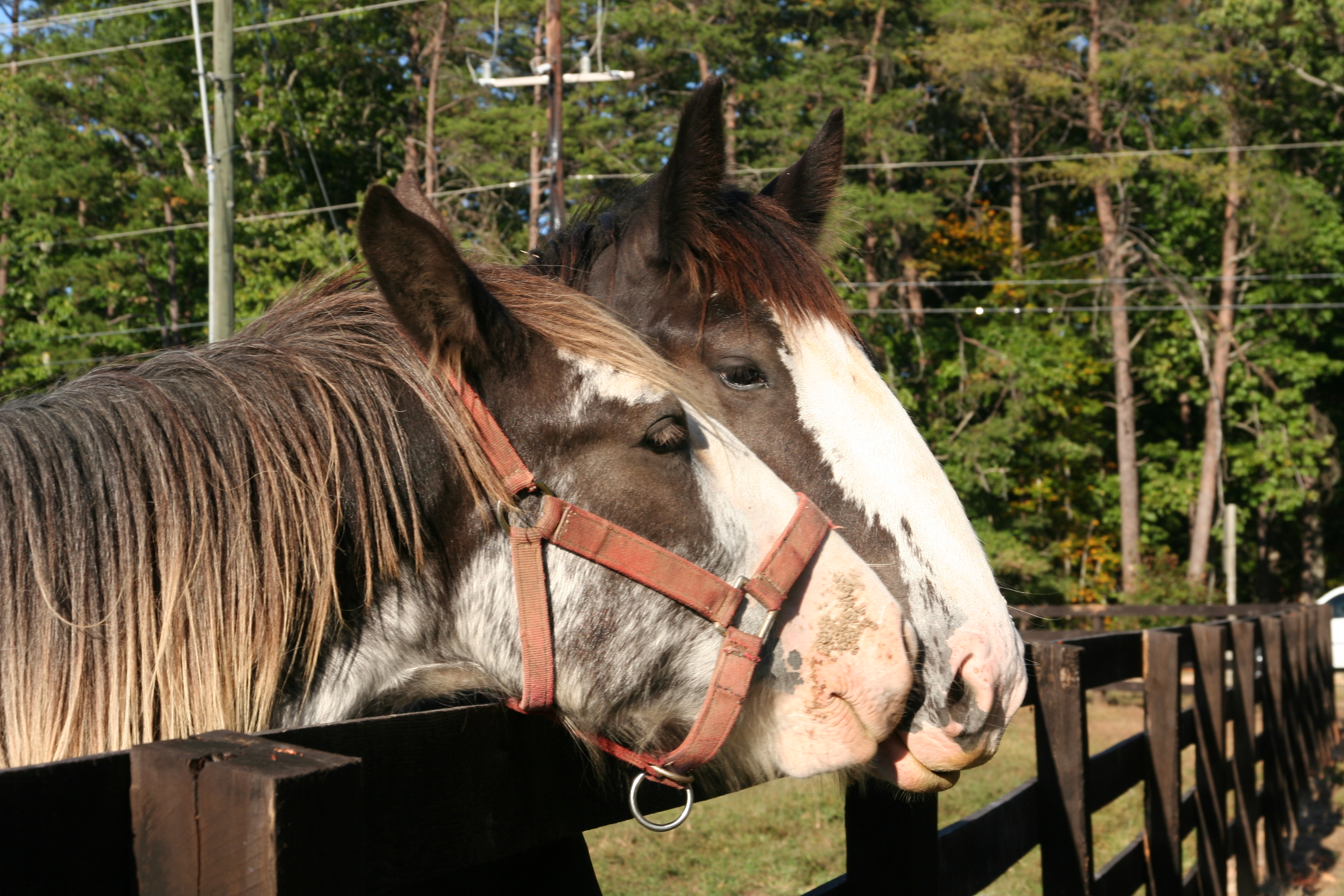
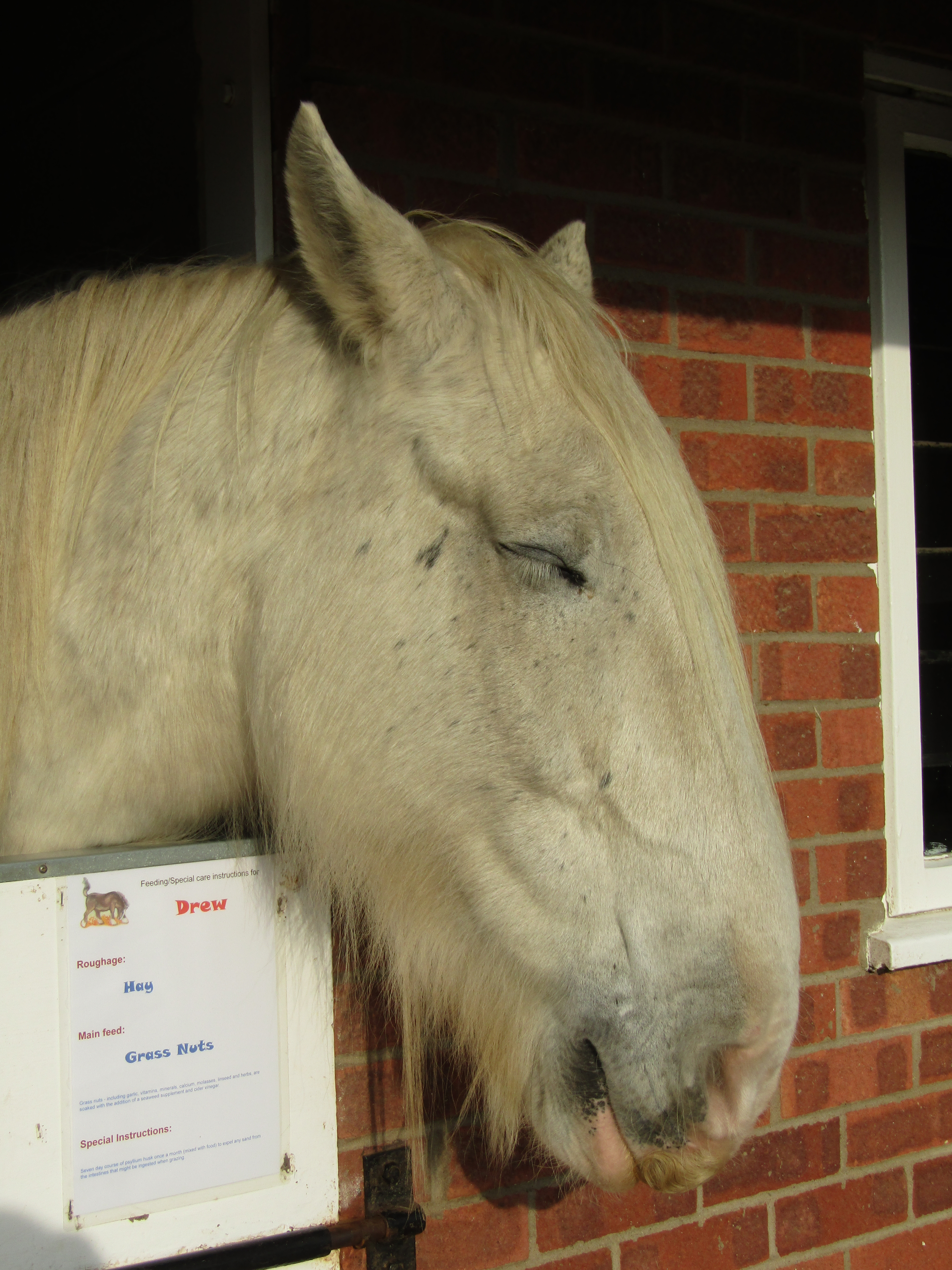

### Особливості
Це високий і сильний кінь, дещо полегшеного типу порівняно з важкоупряжним у минулому. Традиційно використовувався для силової тяги як у сільському господарстві, так і в транспортних перевезеннях, на сьогодні відомий в основному як каретний кінь. Також клайдсдейлського коня можна помітити під вершниками під час парадів чи процесій, в туризмі та рекламі. Деякі з цих ваговозів використовуються як помічники барабанщиків в кінній кавалерії.

Основні сфери застосування
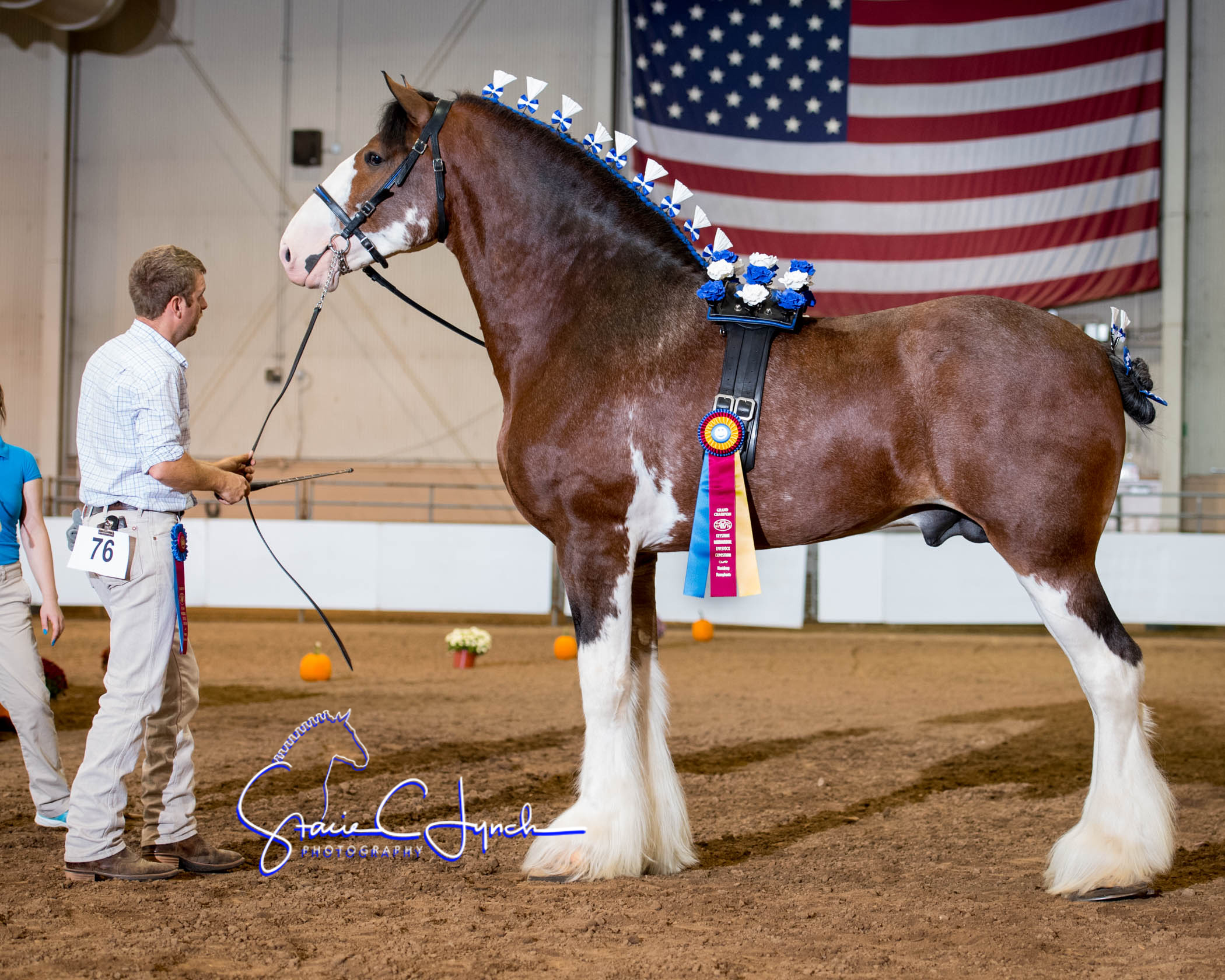
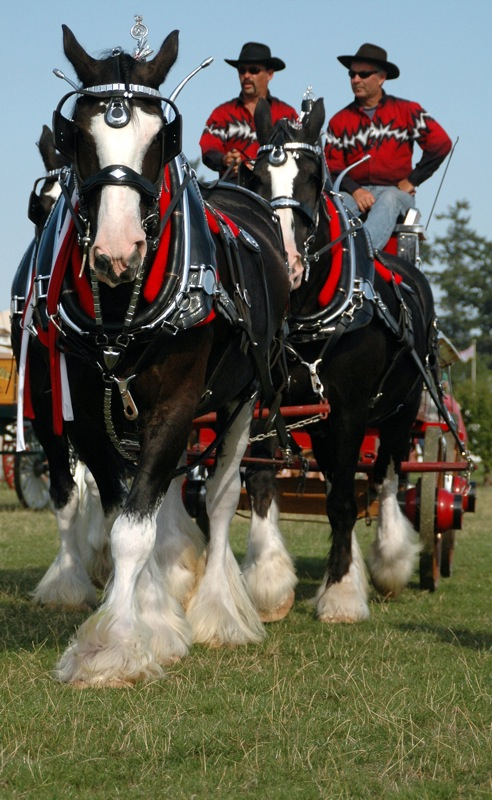
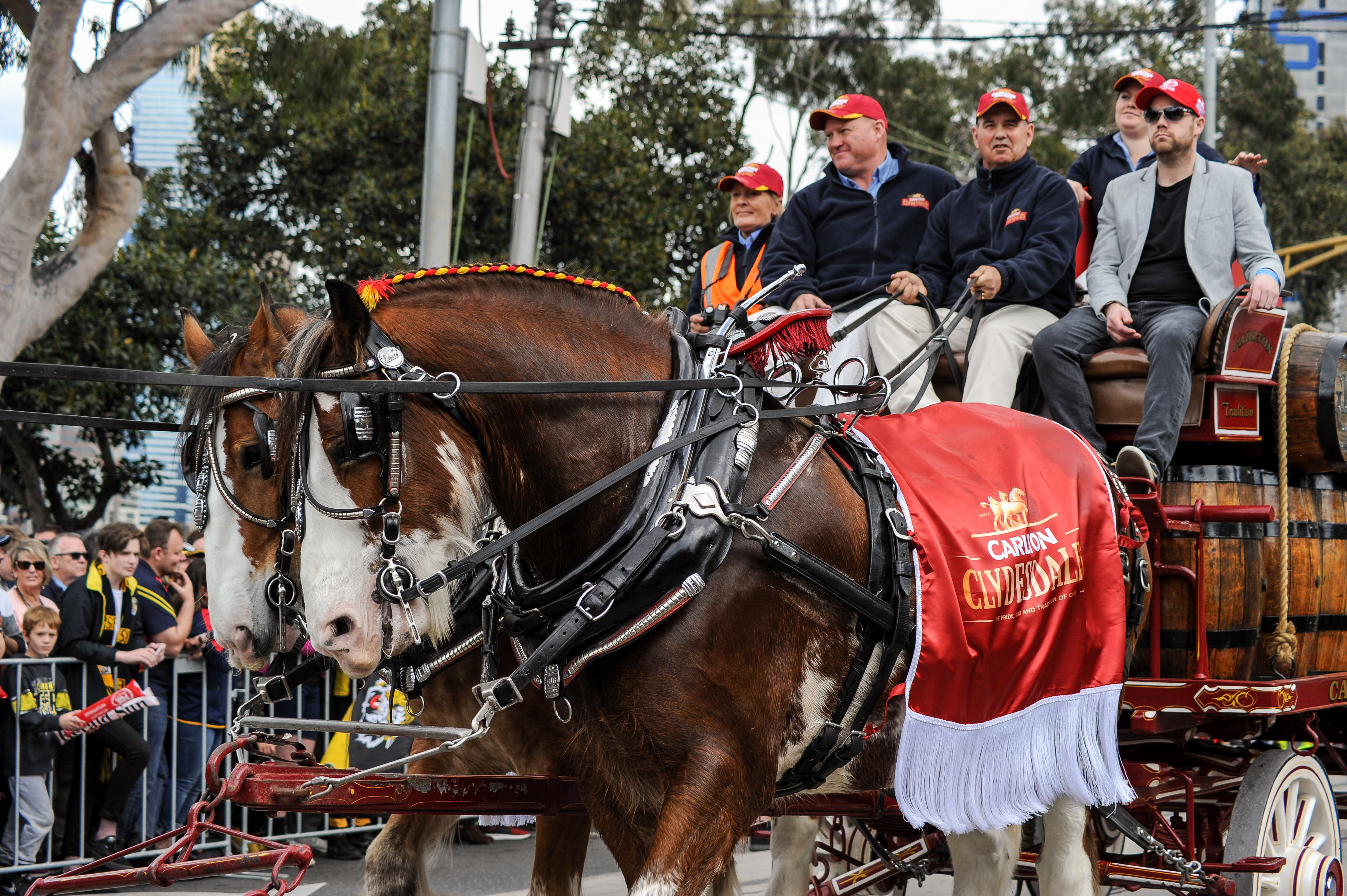
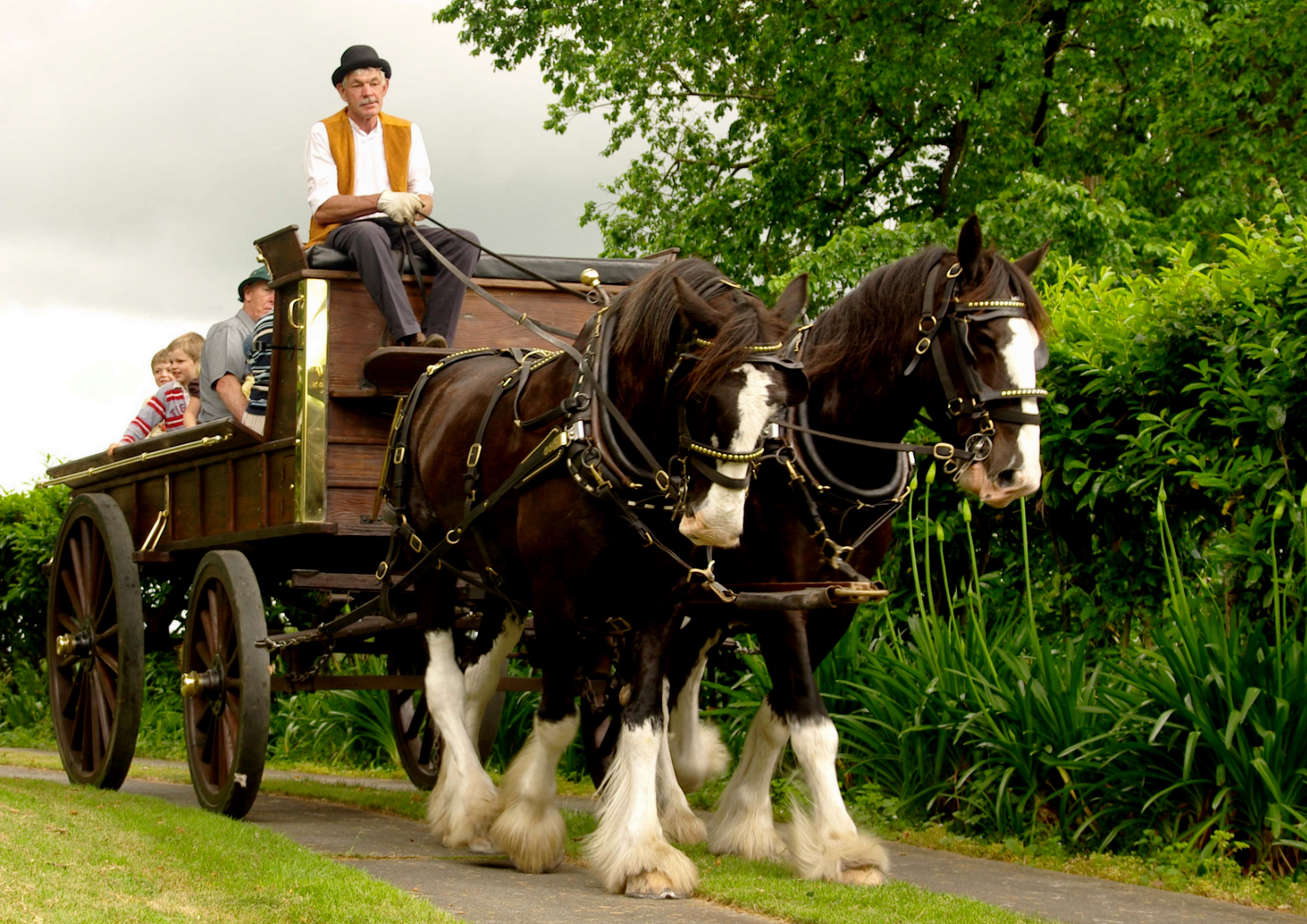
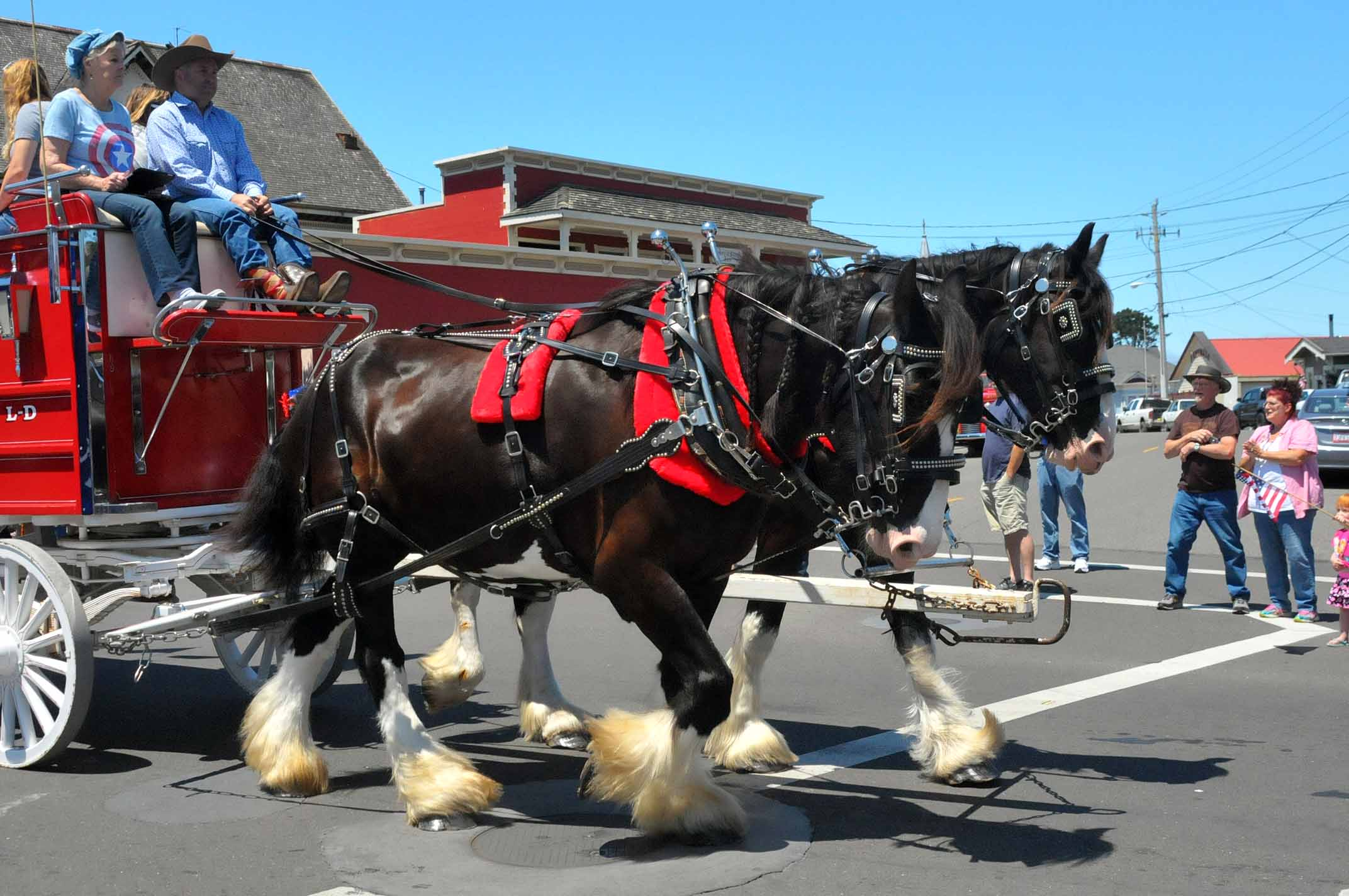
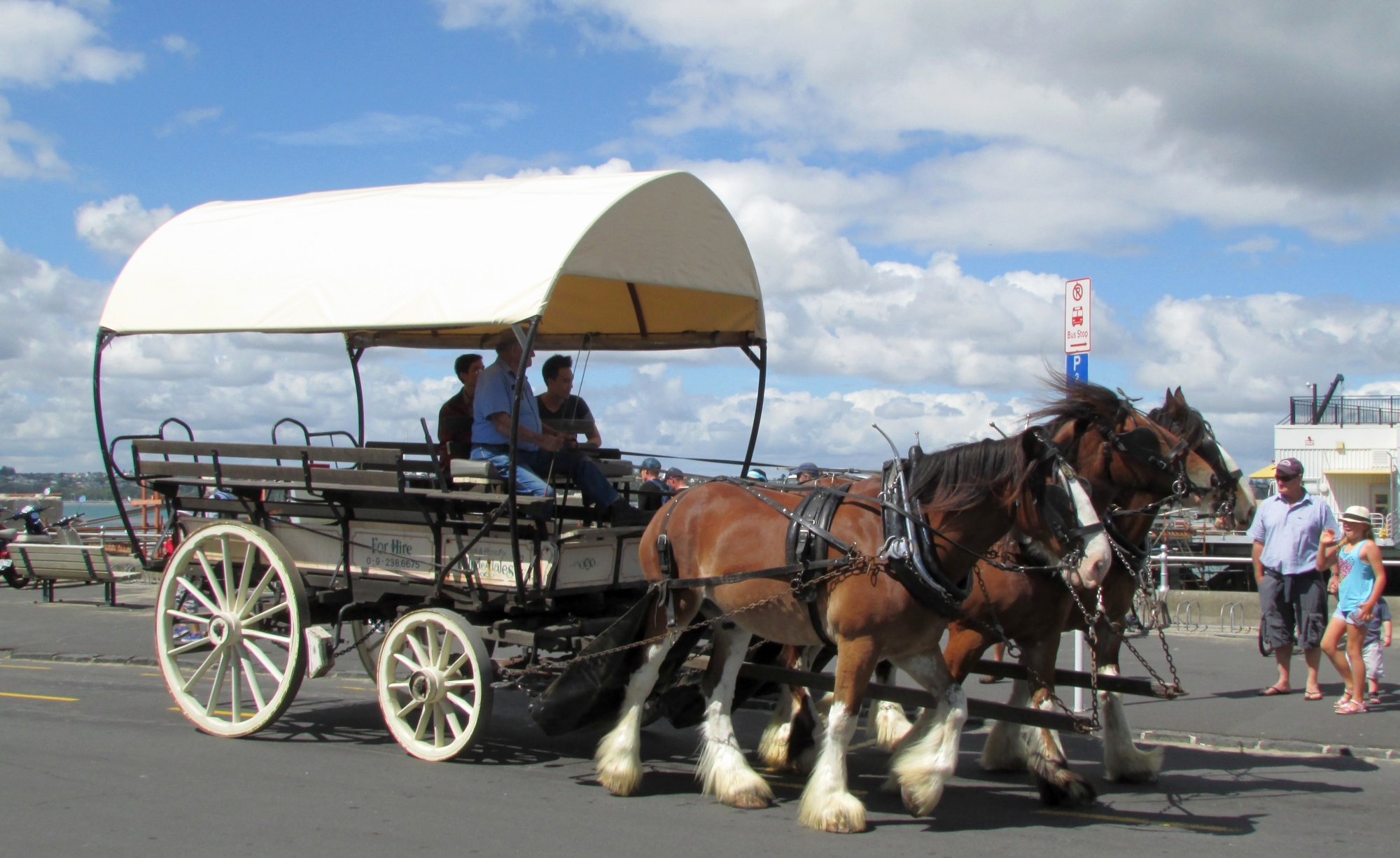
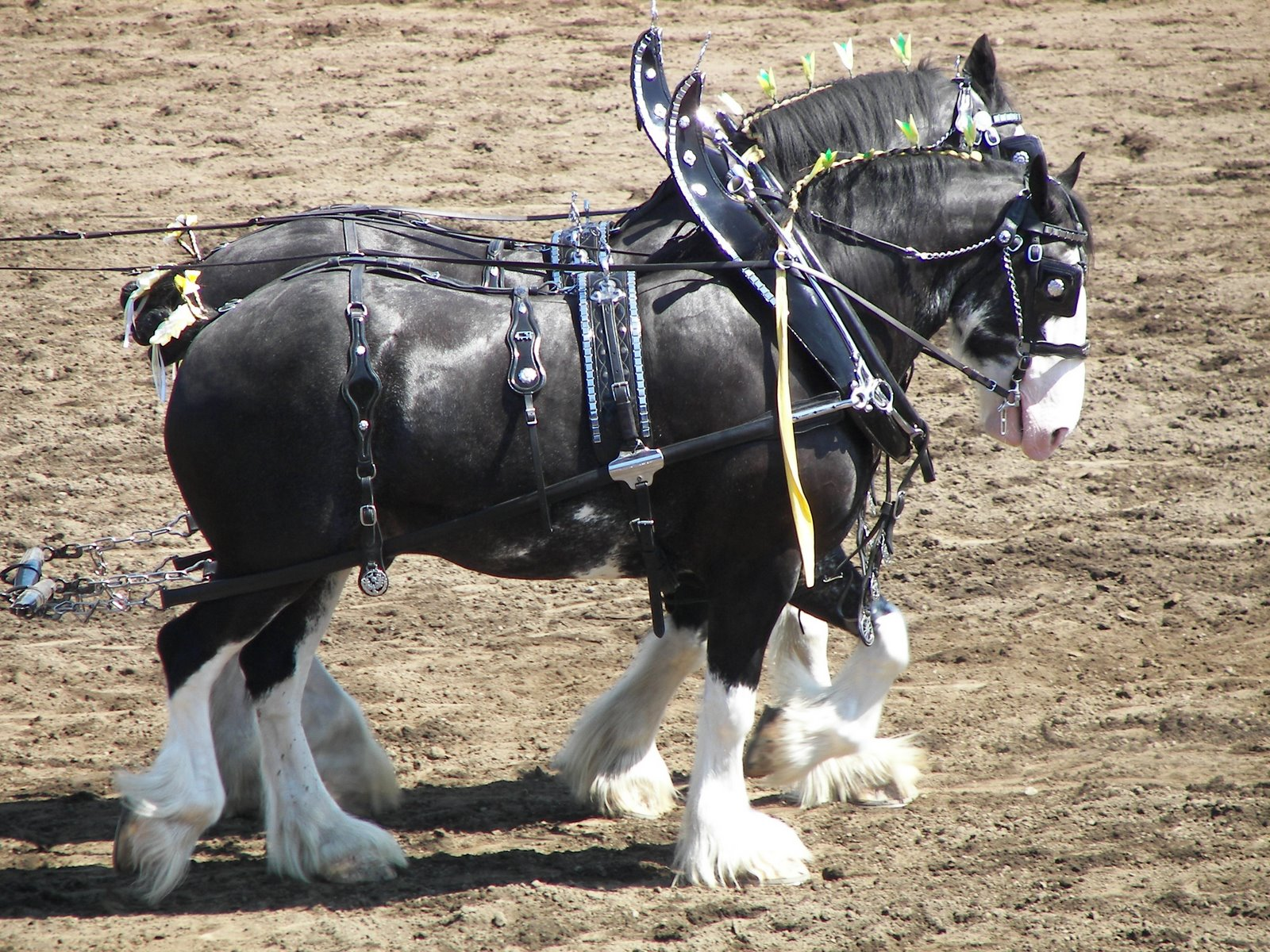
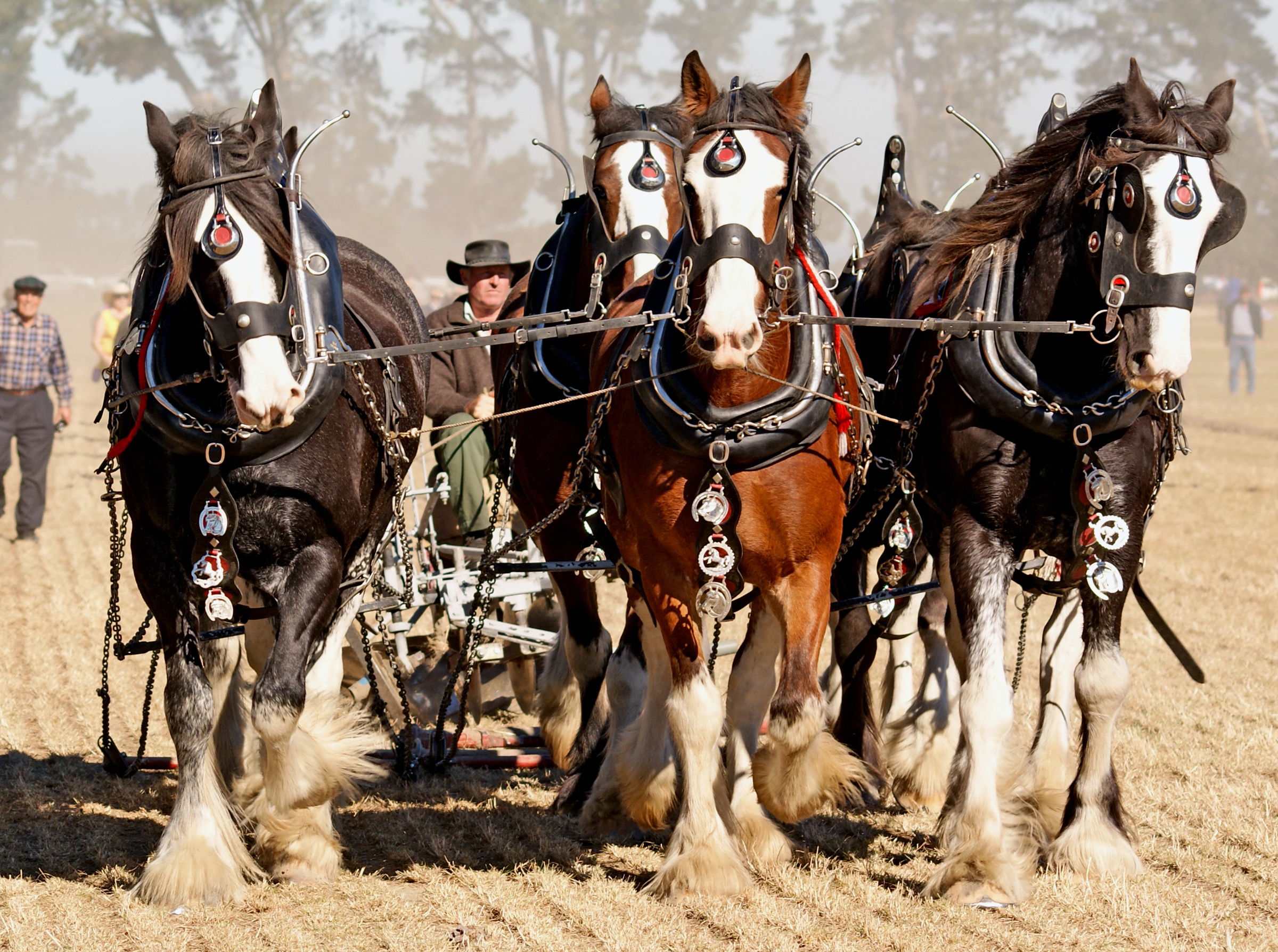
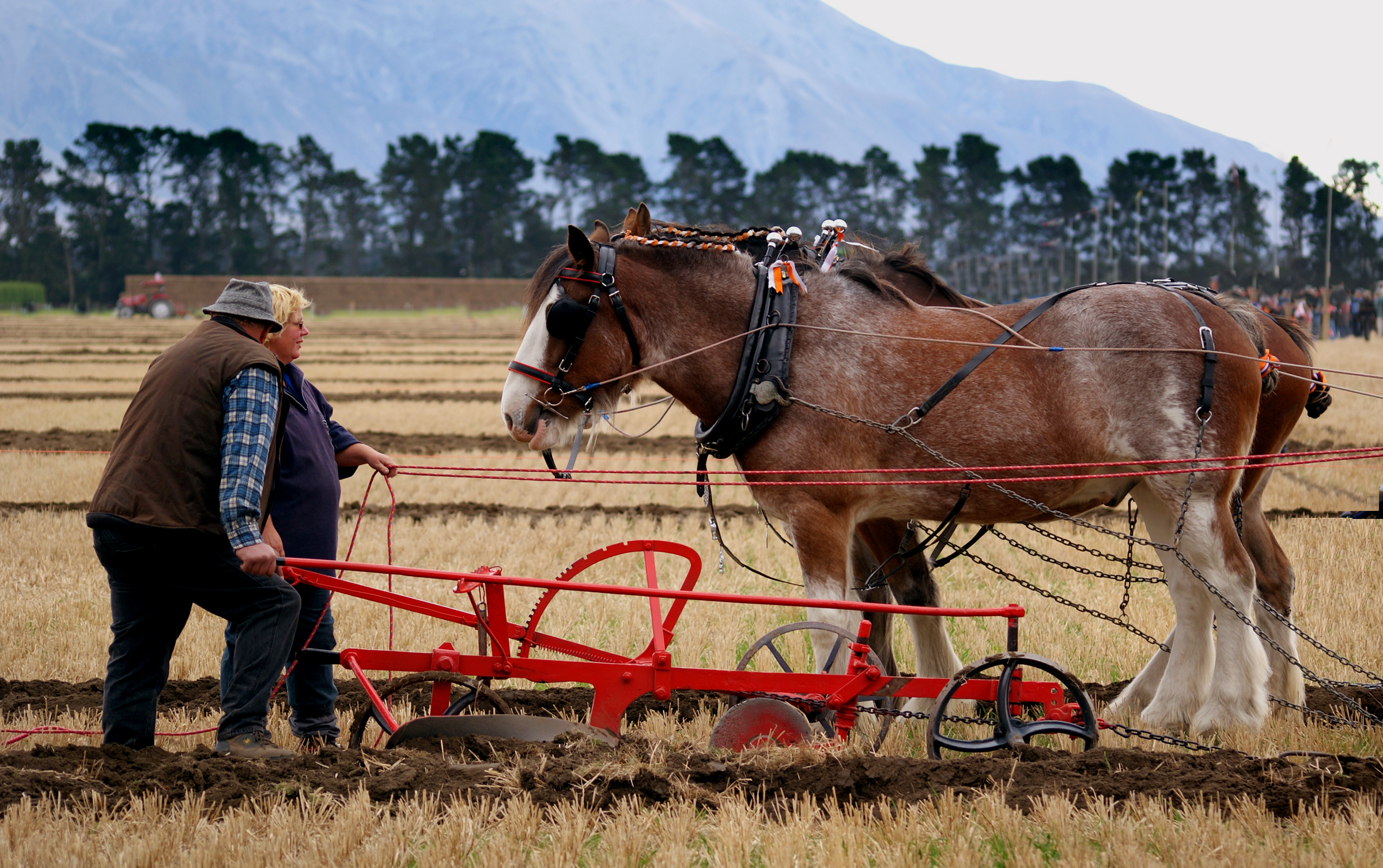
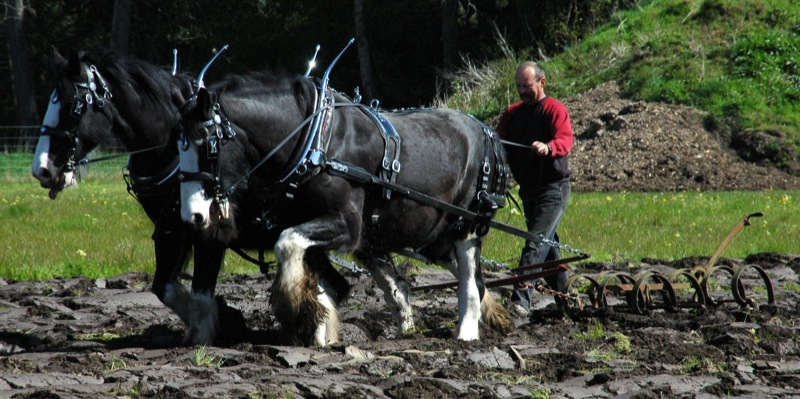
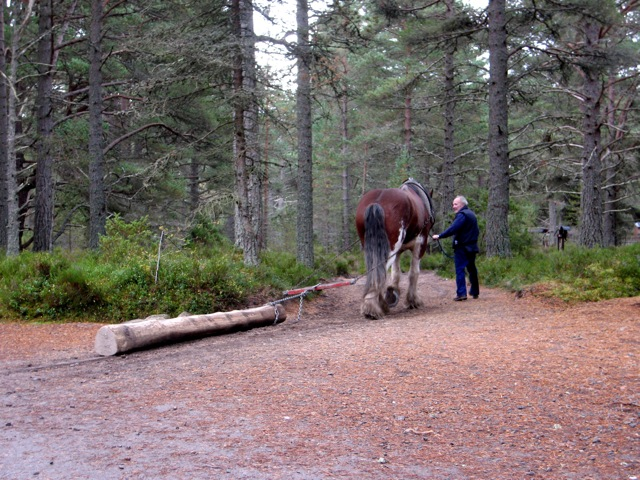
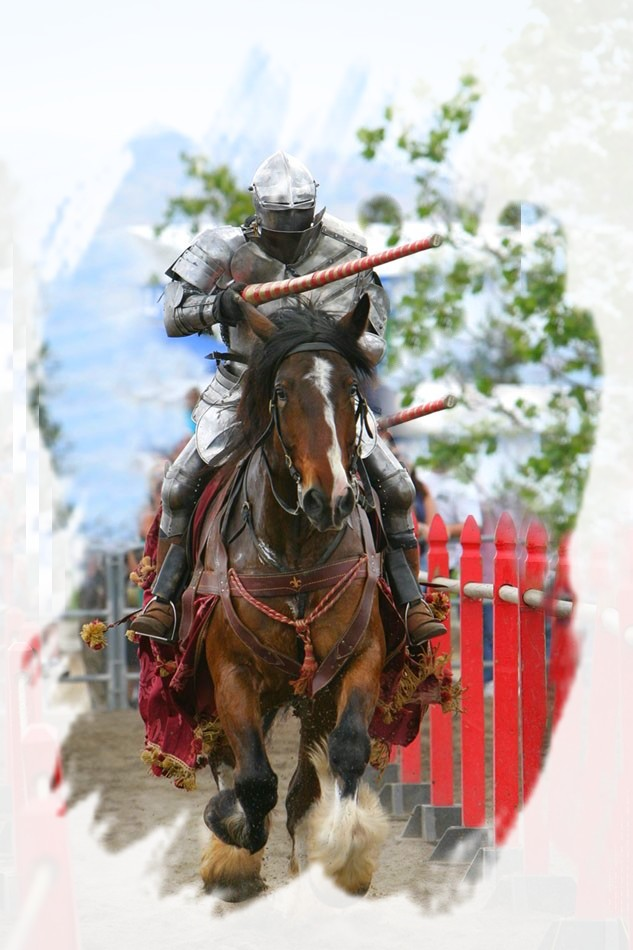

## Історія
Витоки породи лежать у вісімнадцятому столітті, коли фламандські жеребці були завезені до Шотландії та злучені з місцевими кобилами; у дев'ятнадцятому столітті було масово схрещено з шайрськими ваговозами. Перше використання назви «Клайдсдейл» для породи було зареєстровано в 1826 році; коні поширилися більшою частиною Шотландії та північною Англією. Після створення племінного товариства в 1877 році тисячі клайдсдейлів були експортовані в багато країн світу, зокрема в Австралію та Нову Зеландію. На початку двадцятого сторіччя кількість почала падати як через те, що багато з них були використані під час Першої світової війни, так і через збільшення механізації сільського господарства. До 1970-х років порода вважалась вразливою до зникнення, проте відтоді кількість цих ваговозів дещо зросла.

Клайди в історії
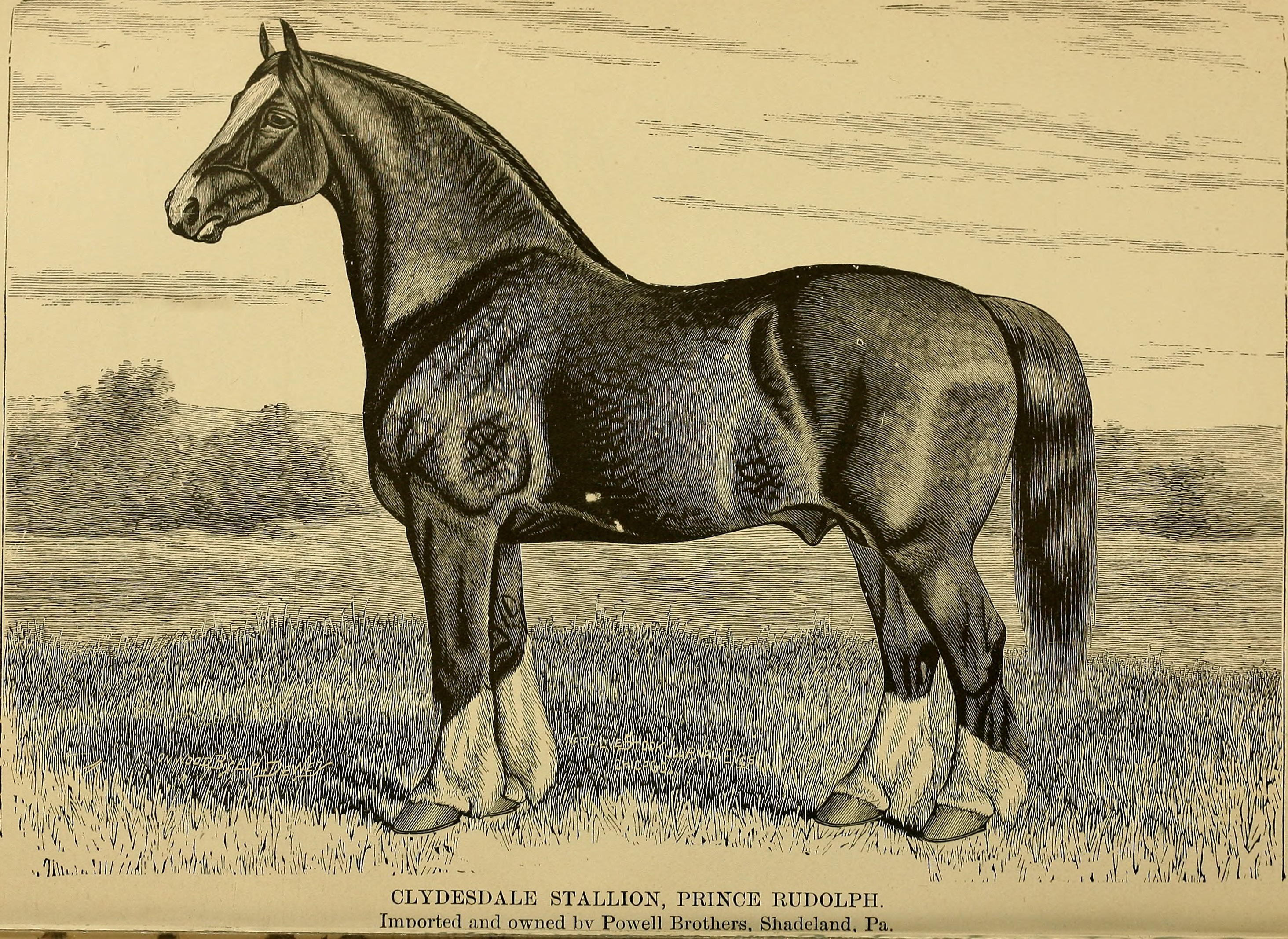
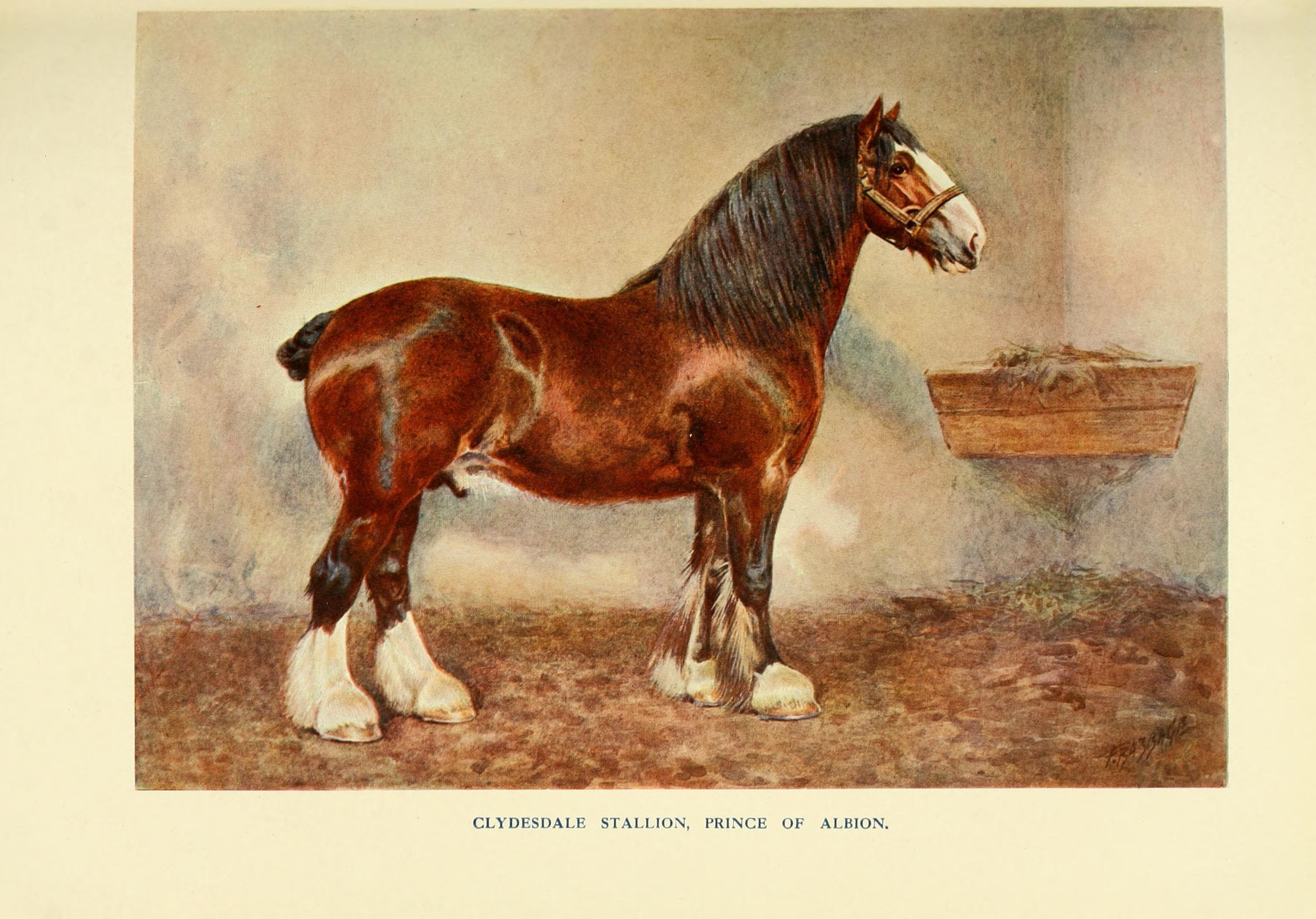
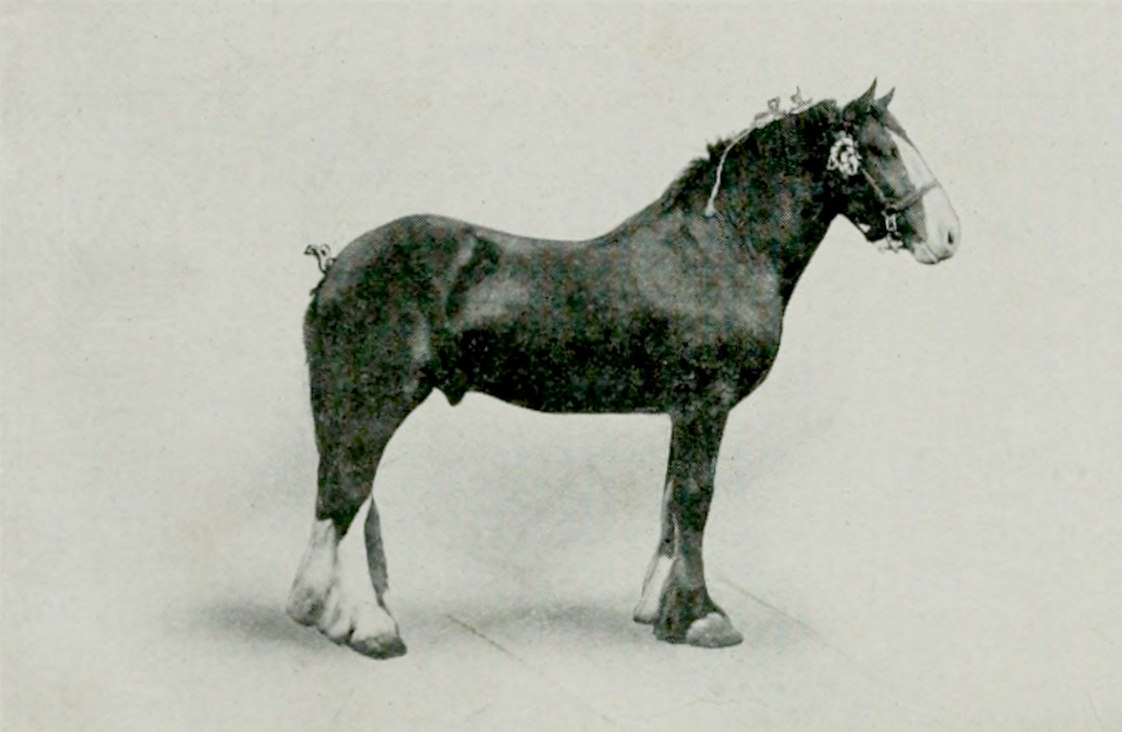
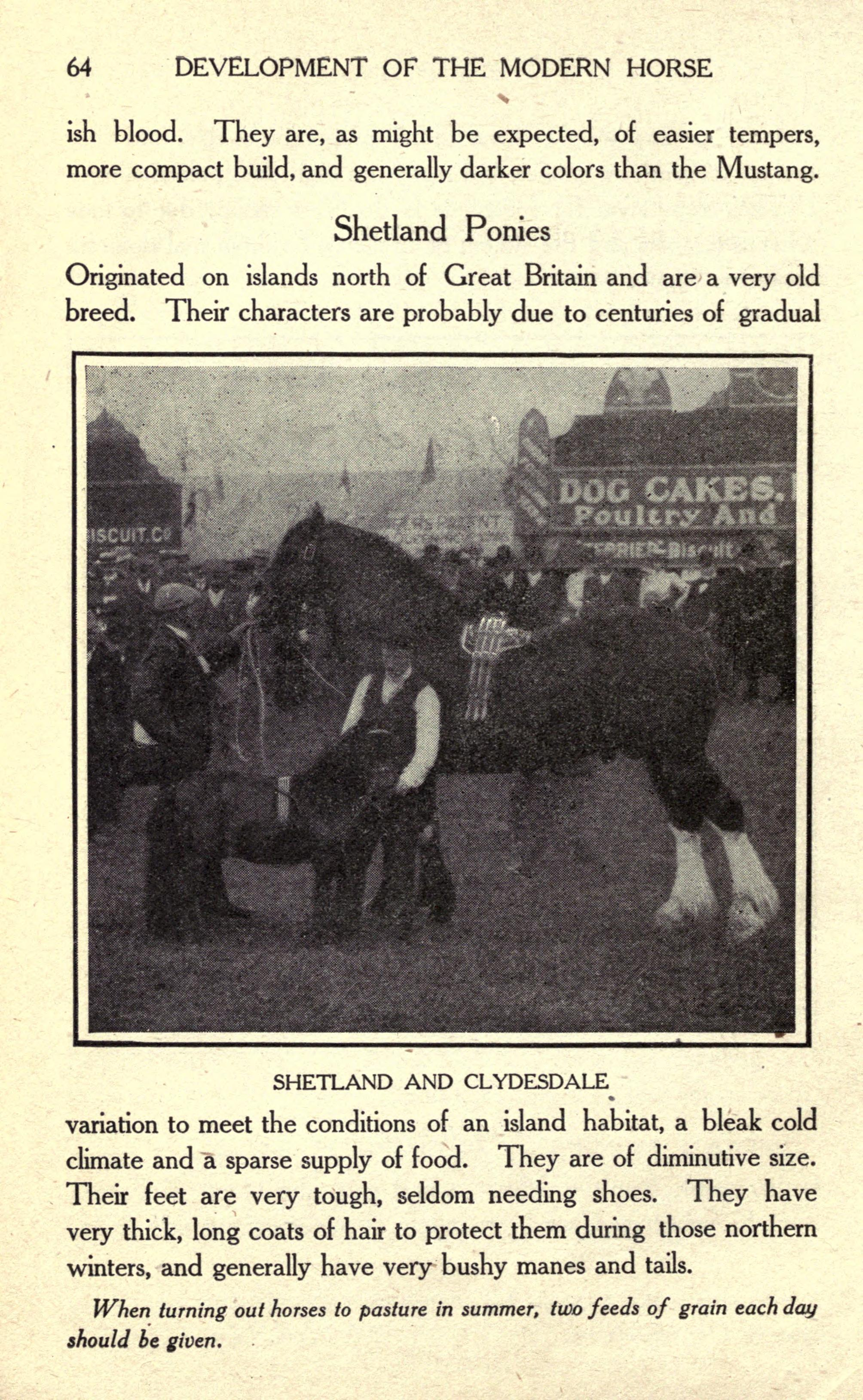
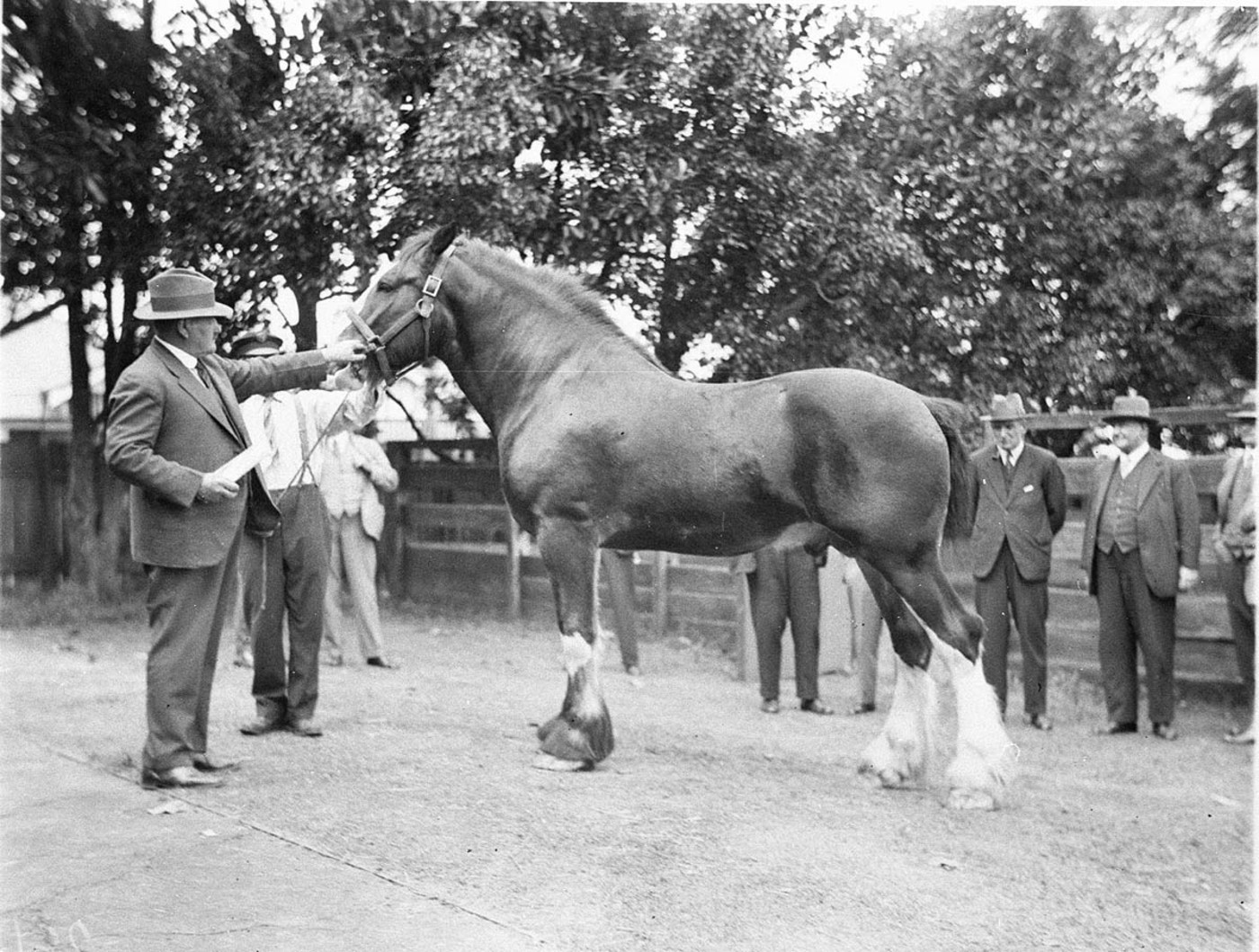
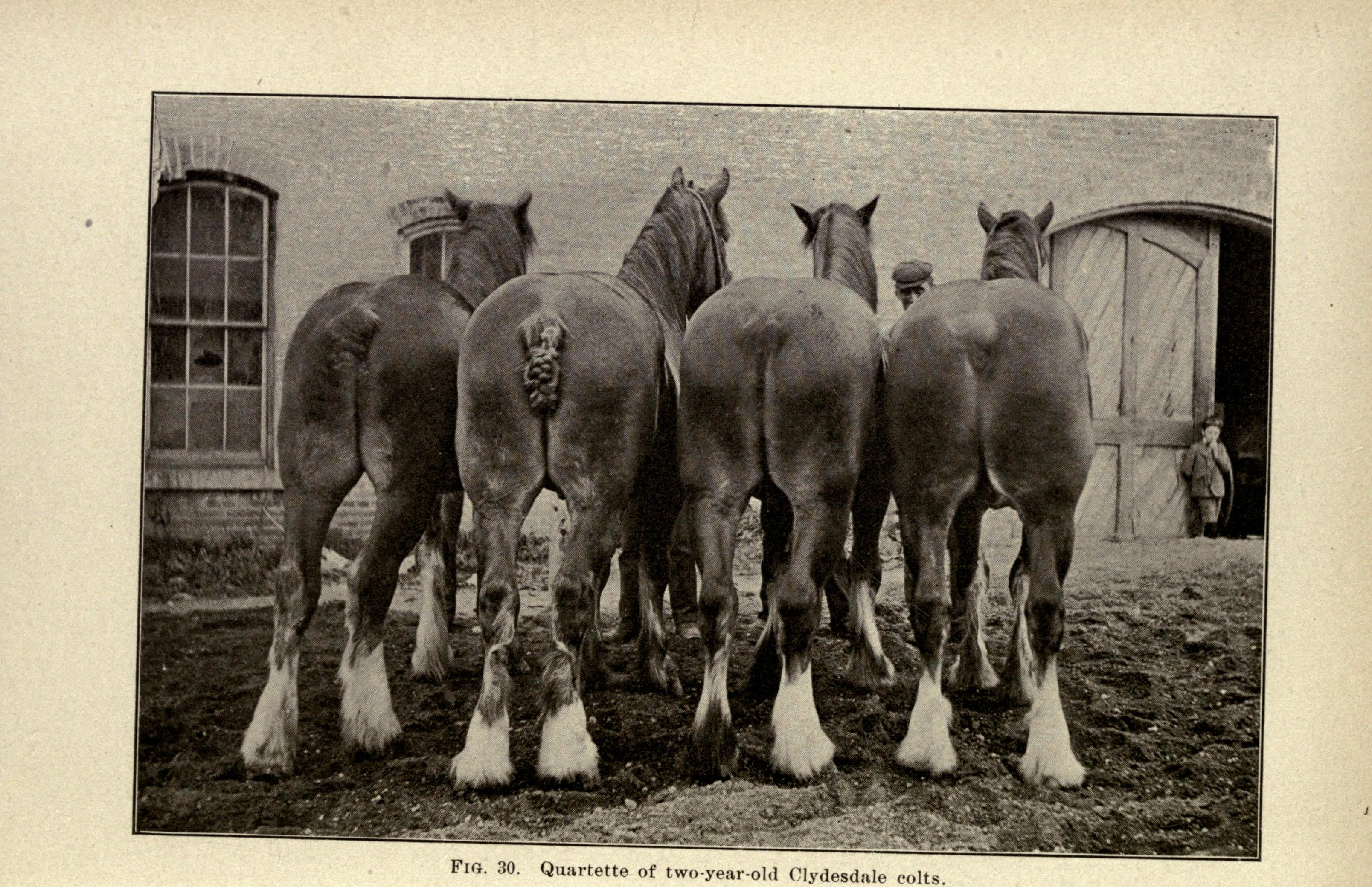
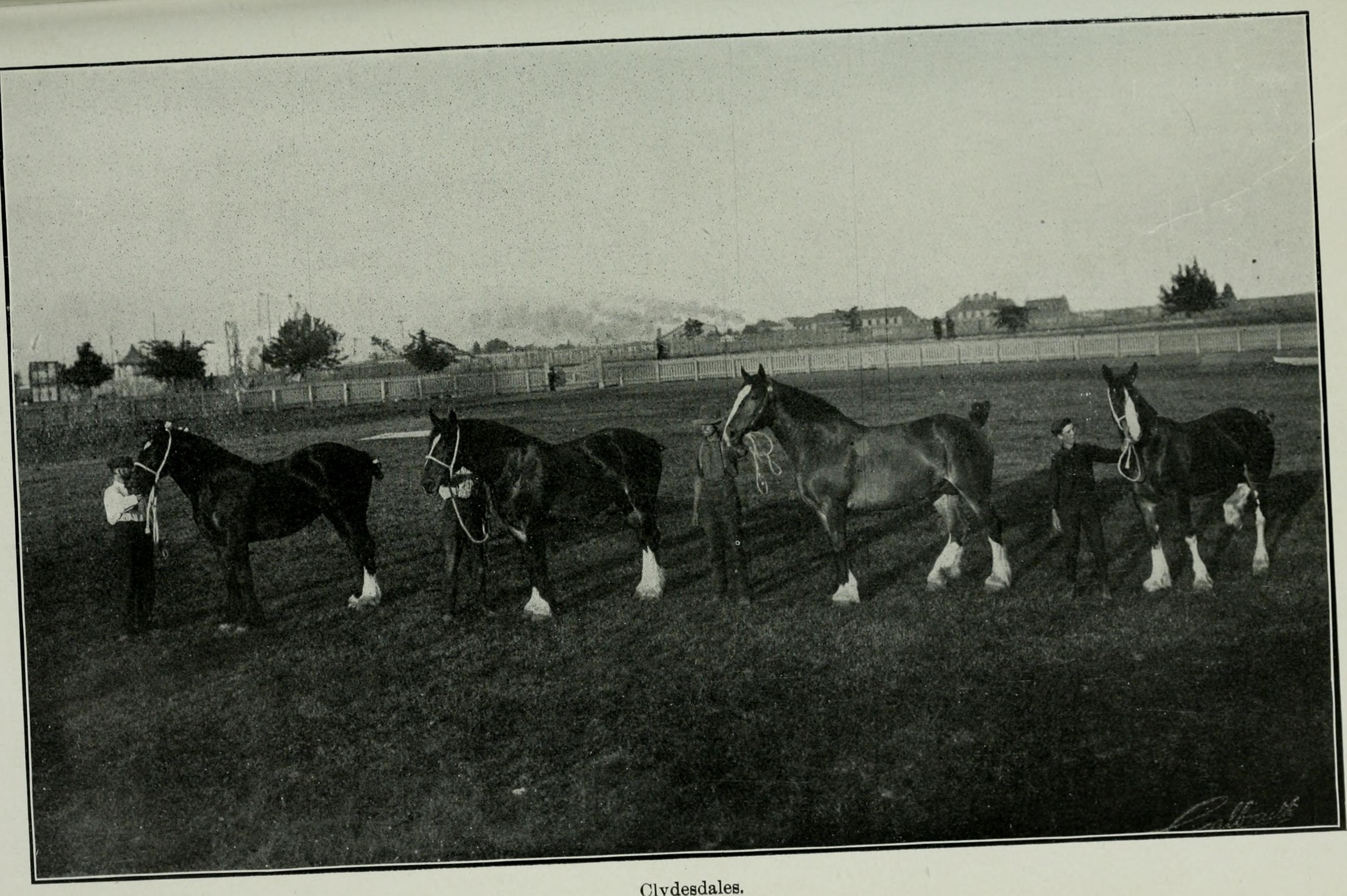
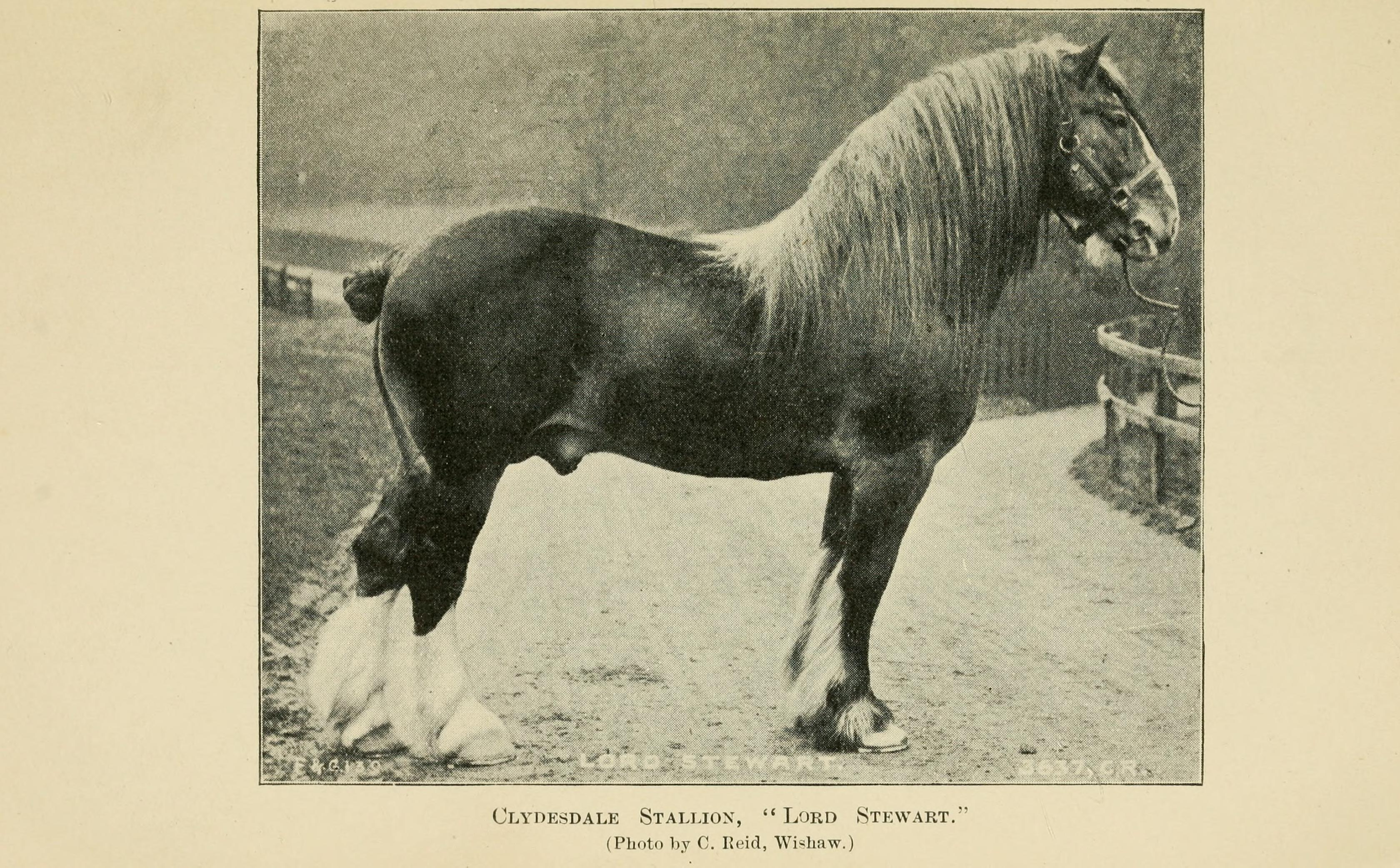
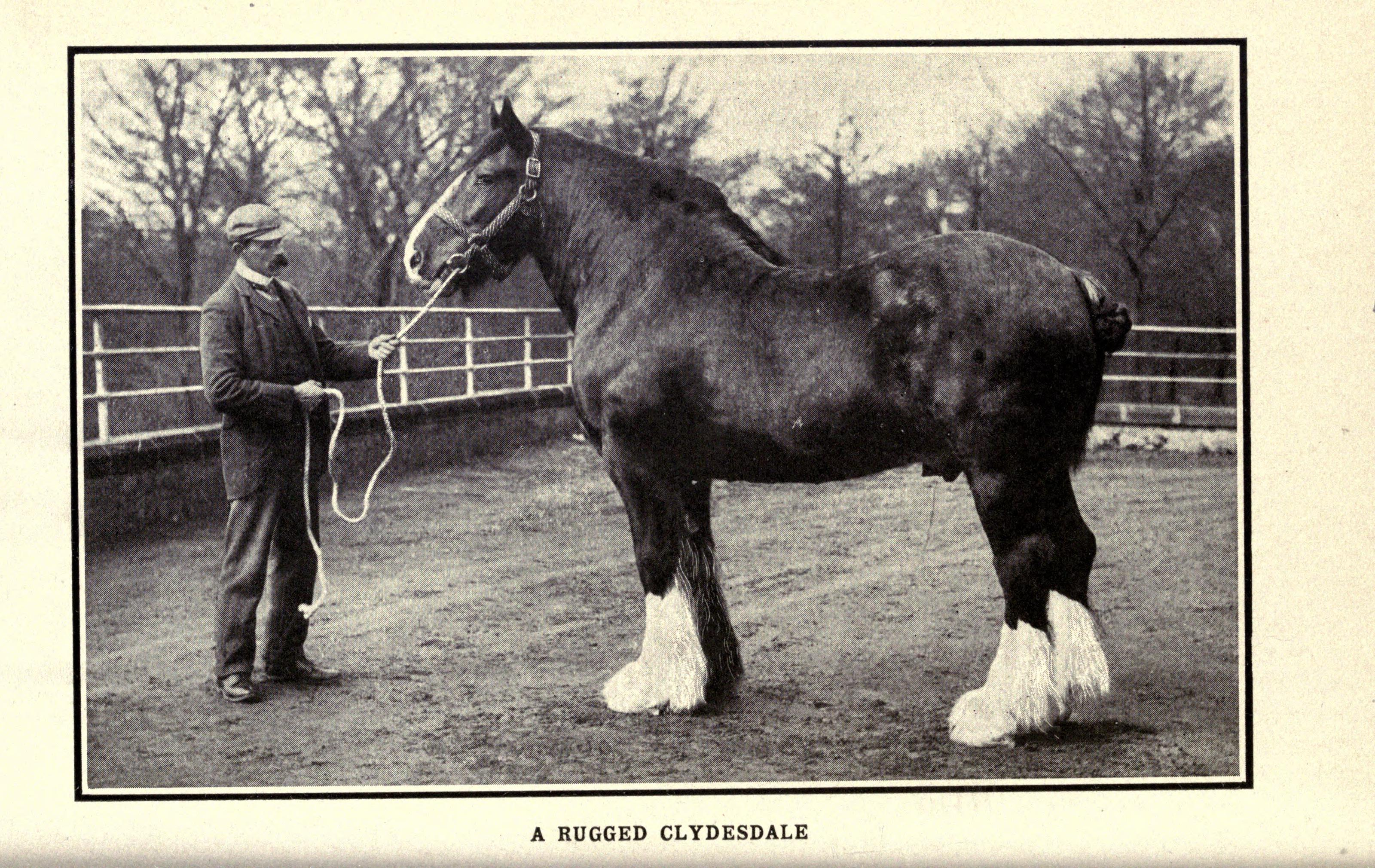
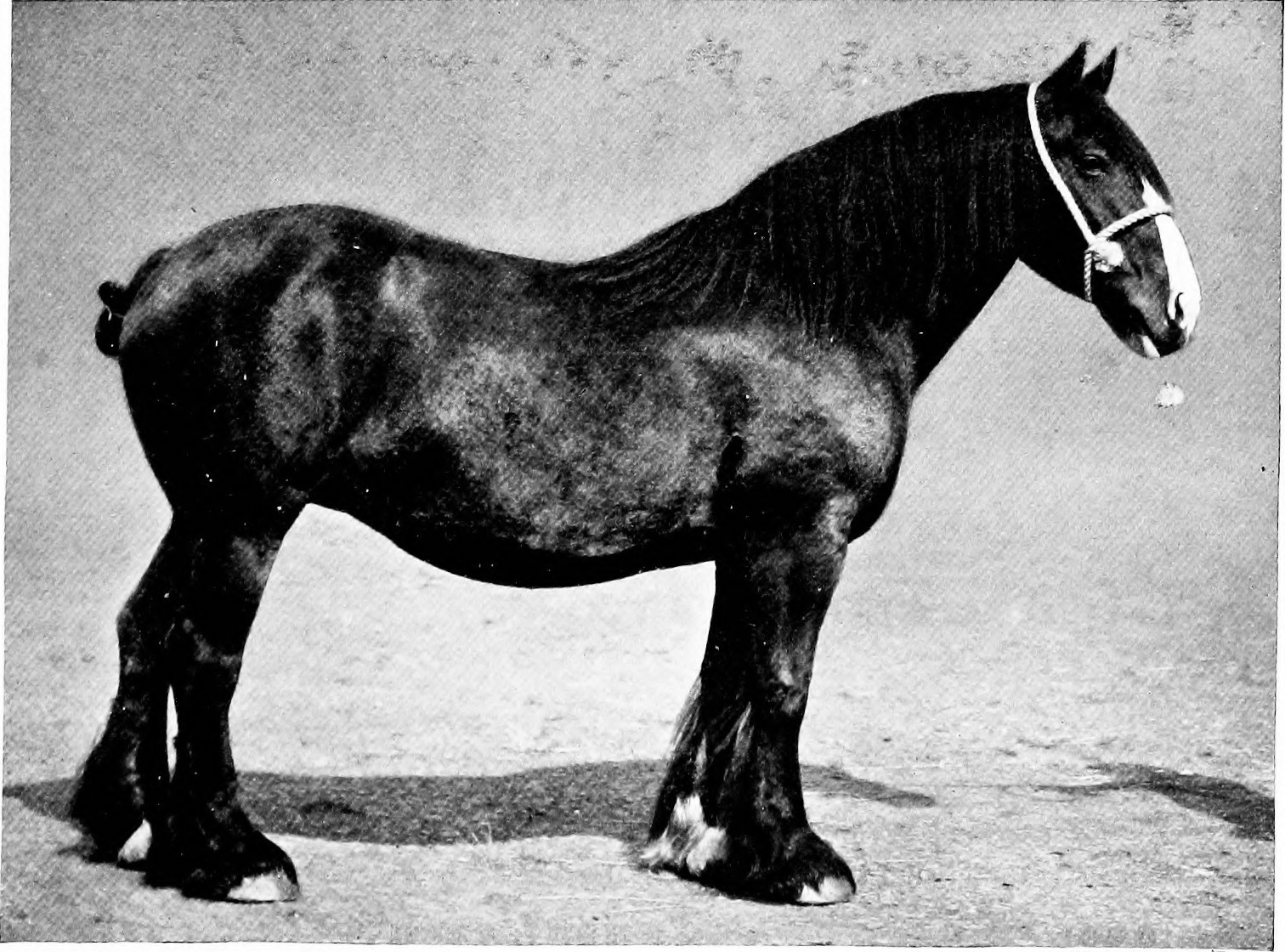
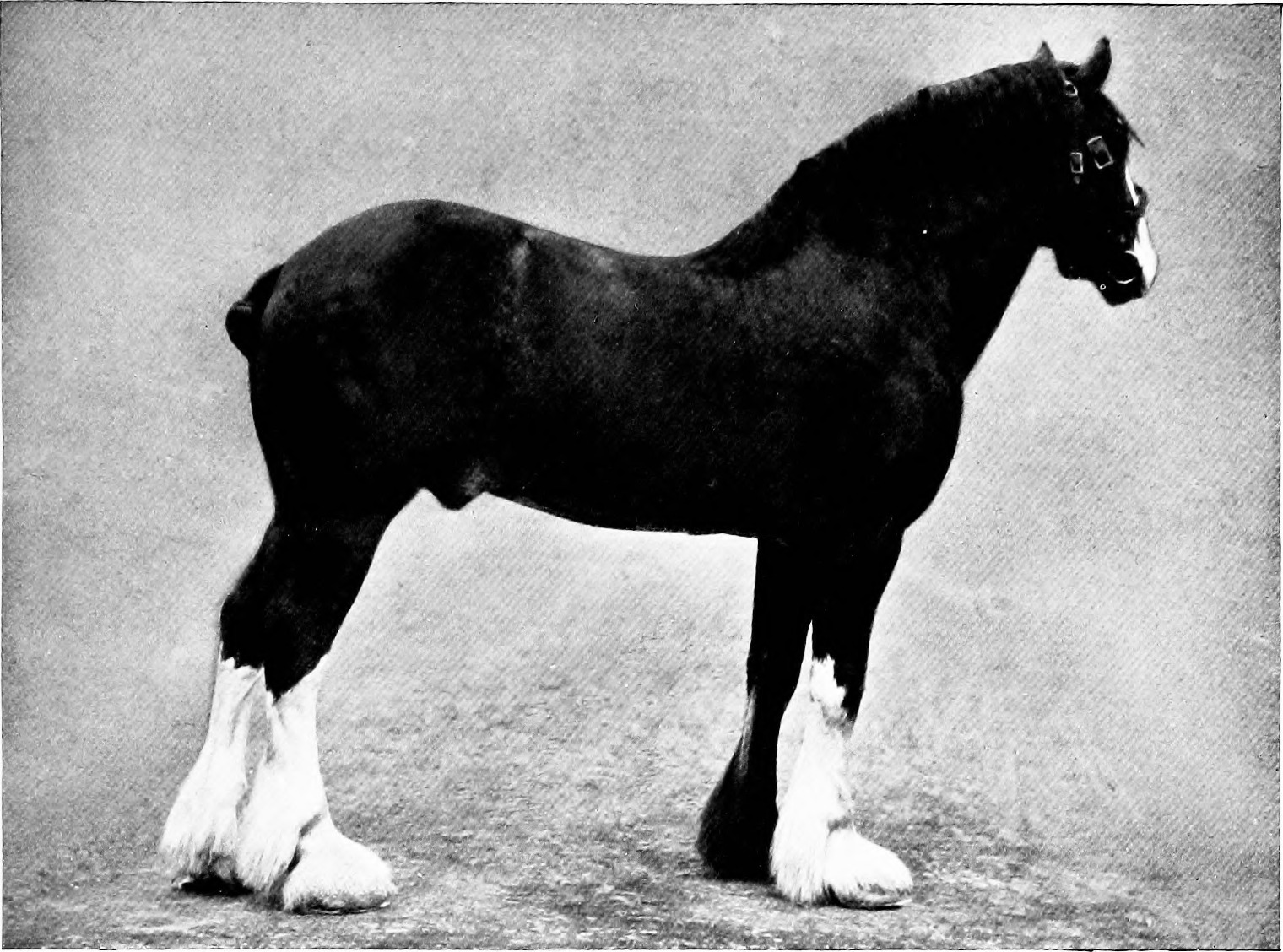